# Inondations de 2024 en Espagne
Les inondations de 2024 en Espagne ont lieu les 29 et 30 octobre et touchent principalement la province de Valence. Elles sont provoquées par une très abondante pluviométrie, conséquence d'une goutte froide dont les effets sont renforcés par le changement climatique et l'importante urbanisation des zones touchées.
Avec près de 240 morts et disparus et des dégâts majeurs affectant notamment les moyens de transport, il s'agit de l'une des pires catastrophes naturelles ayant frappé l'Europe après les inondations de juillet 2021.
La catastrophe donne lieu à de vives polémiques quant à la responsabilité des parties prenantes à la gestion de crise. Le président de la Généralité valencienne Carlos Mazón en particulier est vivement critiqué pour le retard et l'insuffisance de sa réaction aux événements, tandis que le gouvernement valencien rejette la faute sur le gouvernement espagnol, notamment la ministre de la Transition écologique Teresa Ribera.

## Déroulement

### Contexte

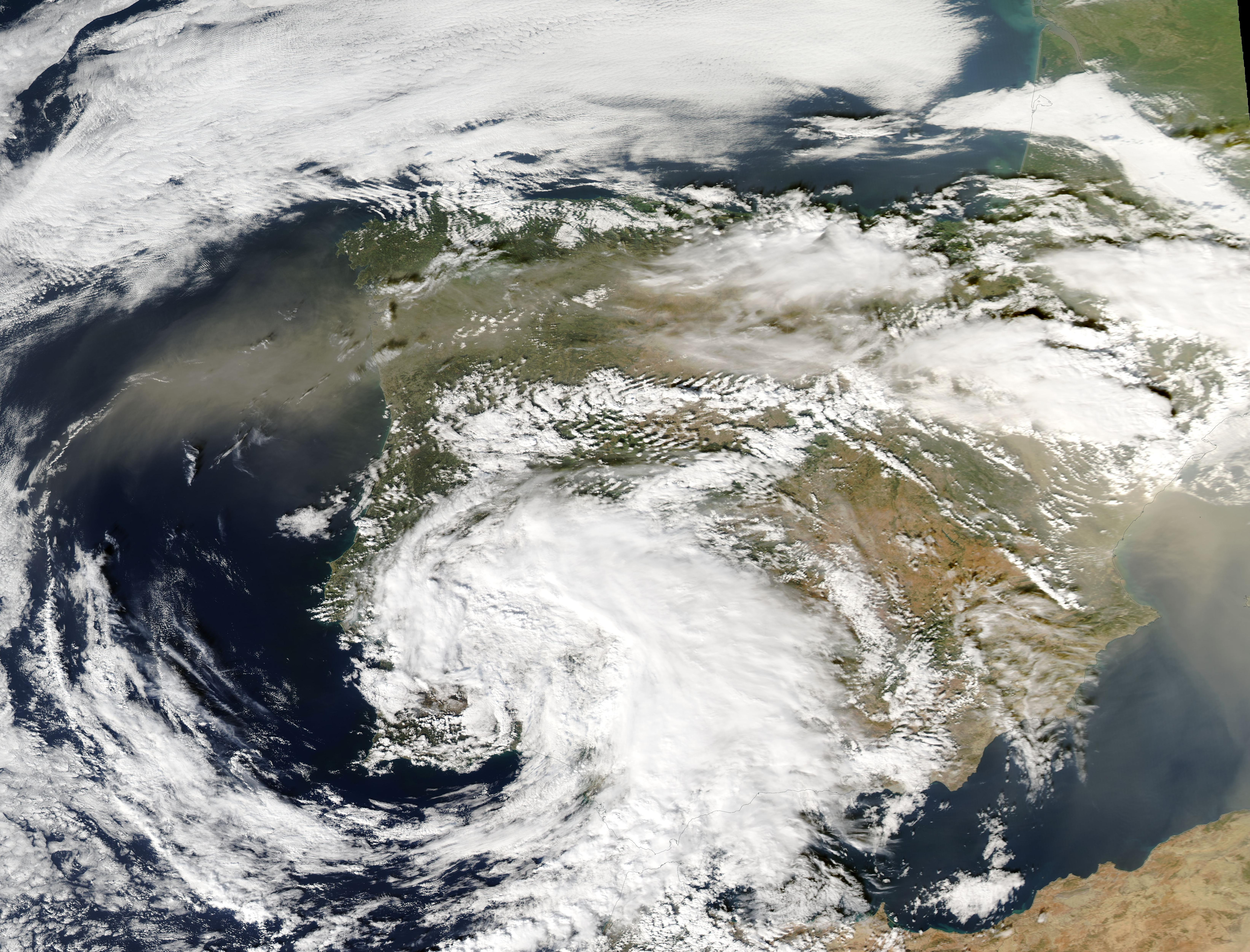
Photographie satellite sur l'Espagne le 30 octobre 2024.

La Communauté valencienne et la côte méditerranéenne espagnole sont fréquemment touchées à l'automne par des phénomènes de pluies intenses qui déclenchent des inondations violentes et soudaines.
Ainsi ce secteur a déjà connu plusieurs épisodes pluvieux catastrophiques, comme en 1957 avec la grande inondation de Valence (81 morts), en 1962 avec les inondations du Vallés (es) (de 600 à 1 000 morts, soit la pire catastrophe naturelle de l'histoire récente en Espagne), en 1982 avec la rupture du barrage de Tous (40 morts) ou encore en 1987 avec les inondations de la Safor (2 morts).

### Pluies intenses et crues
Le 24 octobre 2024, l'Agence d'État de météorologie (AEMET) signale la formation d'une goutte froide. Elle place la Communauté valencienne en vigilance orange le 28 octobre. Le littoral de la région est placé en vigilance rouge au matin du 29 octobre, puis l'ensemble de la province de Valence quelques heures plus tard.

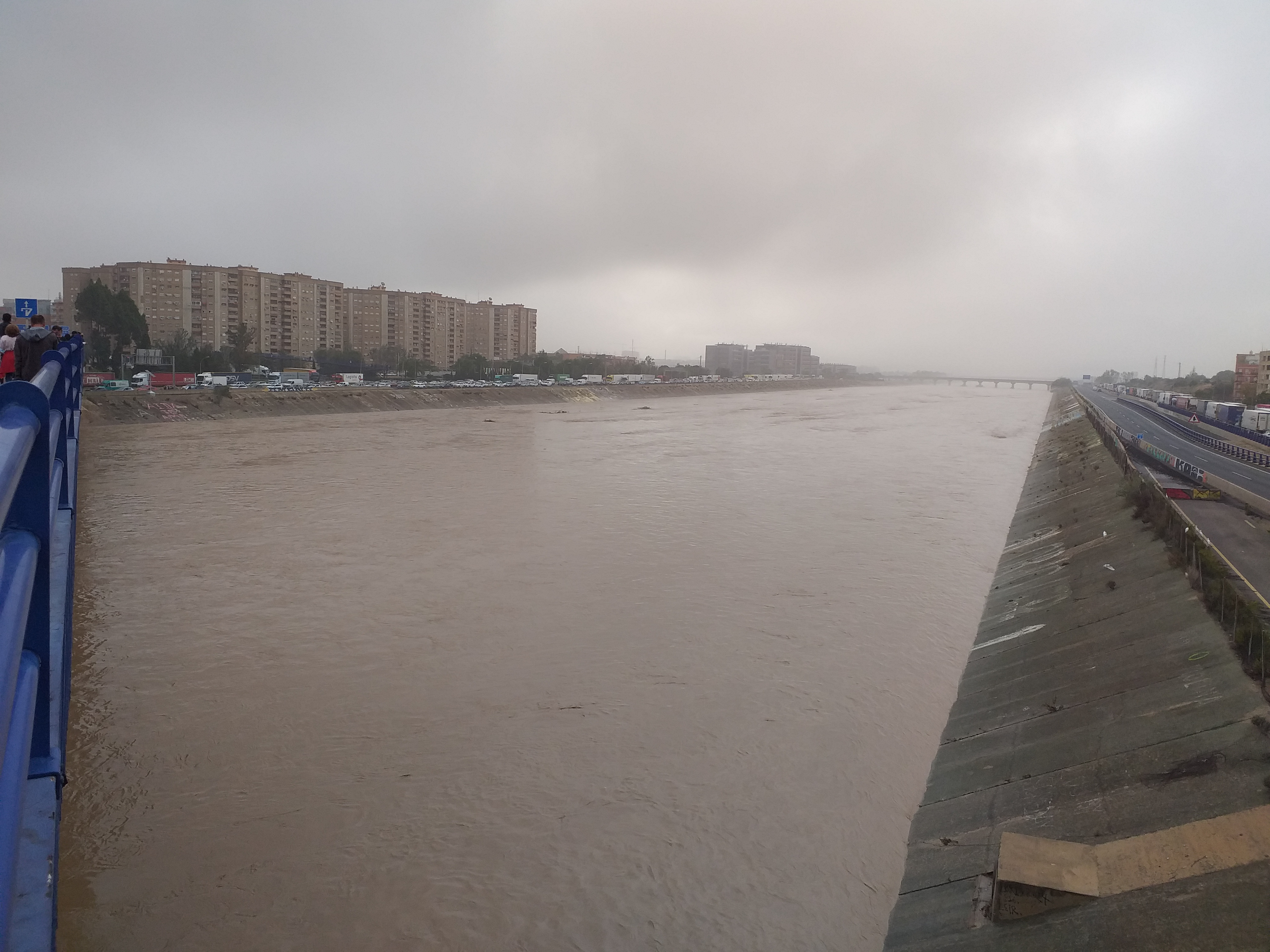
À Valence, le niveau du lit artificiel du Turia est gonflé par les pluies diluviennes.

À midi le 29 octobre, la ville de Valence annonce la fermeture des parcs, jardins et cimetières tandis que plusieurs communes décident de fermer leurs écoles. Le président de la Généralité valencienne Carlos Mazón organise à 13 heures une conférence de presse pour indiquer que l'orage se déplace vers la serranía de Cuenca et que les pluies baisseront d'intensité dans la Communauté valencienne d'ici 18 heures. Dans l'après-midi, la crue du Magro, un affluent du Júcar, envahit les rues des villes d'Utiel, Requena et Chiva. Dans ce secteur, il tombe plus de 300 mm.
Dans la soirée, un pont est emporté entre Picanya et Paiporta. Plus au sud et à l'intérieur, la ville de Letur (Castille-La Manche) est envahie par des torrents de boue. Le Poyo, un arroyo (ruisseau habituellement à sec), gonflé par les pluies tombées dans le secteur de Chiva, inonde et dévaste le sud de l'agglomération de Valence avant de déboucher dans l'Albufera. En Andalousie, un TGV déraille sans faire de victimes parmi les 276 passagers.
Une alerte SMS est adressée à l'ensemble de la population par la Sécurité civile à 20 h 10. Entre 19 heures le 29 octobre et 9 heures le lendemain, les opérateurs du centre de traitement des appels d'urgence (112 Comunitat Valenciana), dont les effectifs ont été doublés, reçoivent 13 900 appels et coordonnent le sauvetage de 200 personnes.
À Valence, la dérivation du fleuve Turia réalisée après la Gran riada de 1957 empêche que le centre de la ville ne soit sinistré, mais les quartiers situés au sud du lit artificiel sont inondés. Ils ont été créés postérieurement à la dérivation du fleuve.
Le 4 novembre, l'AEMET annonce la dispersion de la goutte froide au-dessus de la région de Valence.

### Inondations ultérieures
Postérieurement au phénomène principal ayant affecté la région de Valence, de nouvelles inondations surviennent en Catalogne. Ainsi, dans la matinée du 4 novembre, Barcelone subit des trombes d'eau qui perturbent le fonctionnement de l'aéroport et du trafic ferroviaire à grande vitesse. Plus tard, dans la nuit du 7 au 8 novembre à Cadaqués, en Catalogne, 100 mm de pluie tombent en quelques heures et une trentaine de voitures sont emportées, sans faire de victimes.
Le 10 novembre, l'AEMET signale l'arrivée d'une nouvelle dépression qui affectera les îles Baléares, la Catalogne et le nord de la Communauté valencienne à partir du 13 novembre. De fortes intempéries frappent ainsi la Communauté valencienne le 13 novembre tandis que des inondations touchent les provinces de Grenade et de Malaga dans la nuit du 13 au 14 novembre.

### Causes météorologiques
Les pluies intenses sont provoquées par un épisode méditerranéen associé à une goutte froide, phénomène appelé en Espagne « dépression isolée en haute altitude » (depresión aislada en niveles altos, DANA),. Le contraste entre l'air très froid de haute altitude et l'air chaud remontant de la mer Méditerranée génère des pluies paroxystiques, qui se poursuivent en raison du caractère stationnaire de la dépression. Selon Météo-France, « le système orageux qui a dévasté la région a pris un caractère stationnaire. Des orages se sont régénérés continuellement au même endroit pendant plusieurs heures. On parle d'orage en "V" en raison de la forme qu'il prend sur les images satellites. La pointe du “V” est située à l'endroit où les orages se régénèrent ».
Il est tombé le 29 octobre selon l'Agence d'État de météorologie (AEMET) 771,8 mm à Turís, dont 184,6 mm en une heure, ce qui constitue un record absolu dépassant celui de 159,2 mm établi à Vinaròs le 19 octobre 2018. Météo-France analyse que « le cumul annuel moyen à Turís est de 475 mm. Le 29 octobre dernier, 3 h 20 auront suffi à atteindre, puis dépasser, ce cumul annuel moyen, ce qui vient souligner l'extrême de la situation, et du climat méditerranéen. Enfin, comme la sécheresse était bien installée dans la région, il était tombé 446 l/m2 seulement entre janvier 2023 et septembre 2024 soit en 21 mois entiers. Ainsi en 3 heures il est tombé autant que les 21 derniers mois ».
Météo-France indique pour le reste un cumul de précipitation de 491 mm à Chiva (dont 160 mm en une heure et 343 mm entre 16 h 30 et 20 h 30), 412 mm à Pedralba, 306 mm à El Rebollar (Requena), 259 mm à Alzira, 256 mm à Castelló et 234 mm à Carlet. La Confédération hydrographique du Júcar (es) (CHJ) fait état de 329 mm à Chera, 239 mm à Siete Aguas et 210 mm à Riba-roja de Túria.
L'AEMET indique le 8 novembre que le mois d'octobre a été le plus pluvieux depuis le début des relevés en 1961, et que les records de 1979 et 2003 sont battus. D'autre part, la moyenne des précipitations sur l'ensemble du pays atteint 147 mm, soit près du double des valeurs de saison.

### Facteurs aggravants
L'artificialisation galopante des sols a créé « un toboggan géant entre la ville de Valence et son amont, là où l'orage a stationné » selon l'agroclimatologue Serge Zaka. Antonio Aretxabala, docteur en géologie à l'université de Saragosse et expert en catastrophes naturelles, précise que « depuis les années 1950 et 1960, nous avons ainsi construit dans des zones inondables, très près des rivières, on a bétonné tous azimuts ». Du fait de cette urbanisation, la métropole valencienne s'est retrouvée plus vulnérable aux événements météorologiques extrêmes, dont la fréquence et l'intensité sont accentuées par le changement climatique,. Le docteur en urbanisme Clément Gaillard précise que l'agglomération de Valence a détruit 9 000 hectares de vergers sous l'action de l'urbanisation en 55 ans, ce qui a accru la surface de sols imperméables.

## Conséquences
Cette catastrophe naturelle est l'une des pires jamais survenues en Europe et la seconde plus importante en Espagne après les inondations du Vallés survenues en Catalogne en 1962, qui avaient fait de 600 à 1 000 morts.

Conséquences des inondations
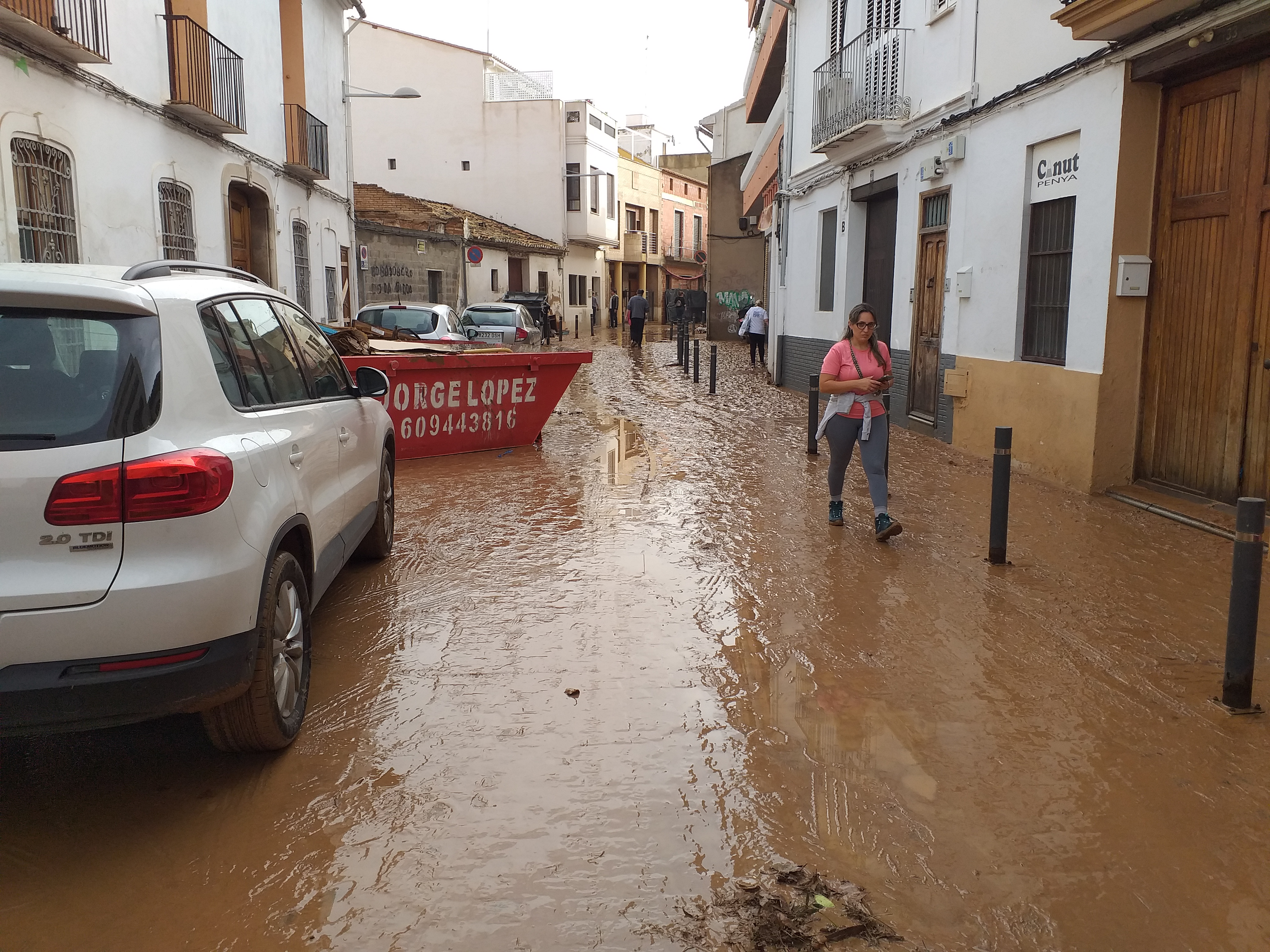
À Alaquàs.
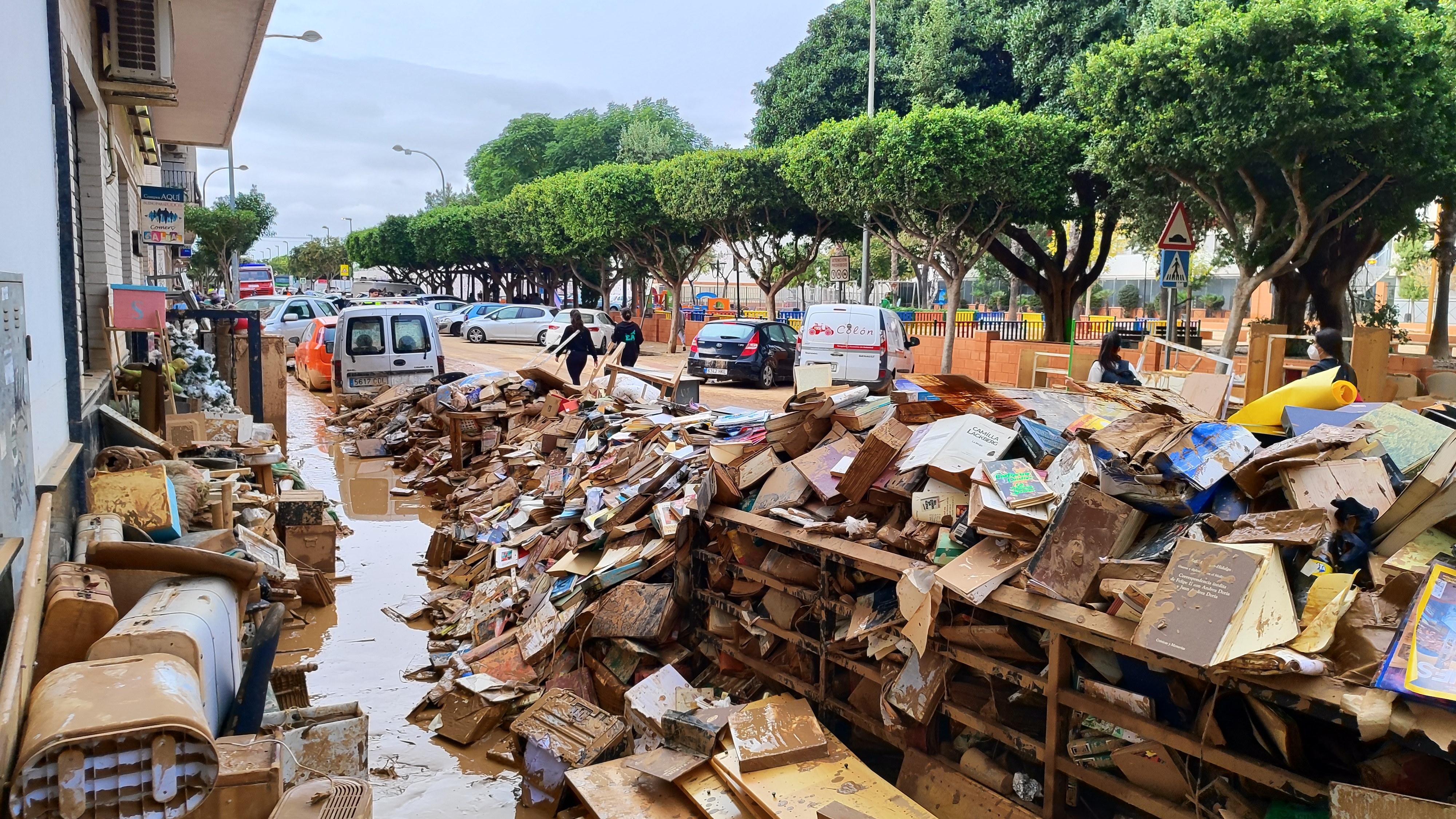
À Albal.
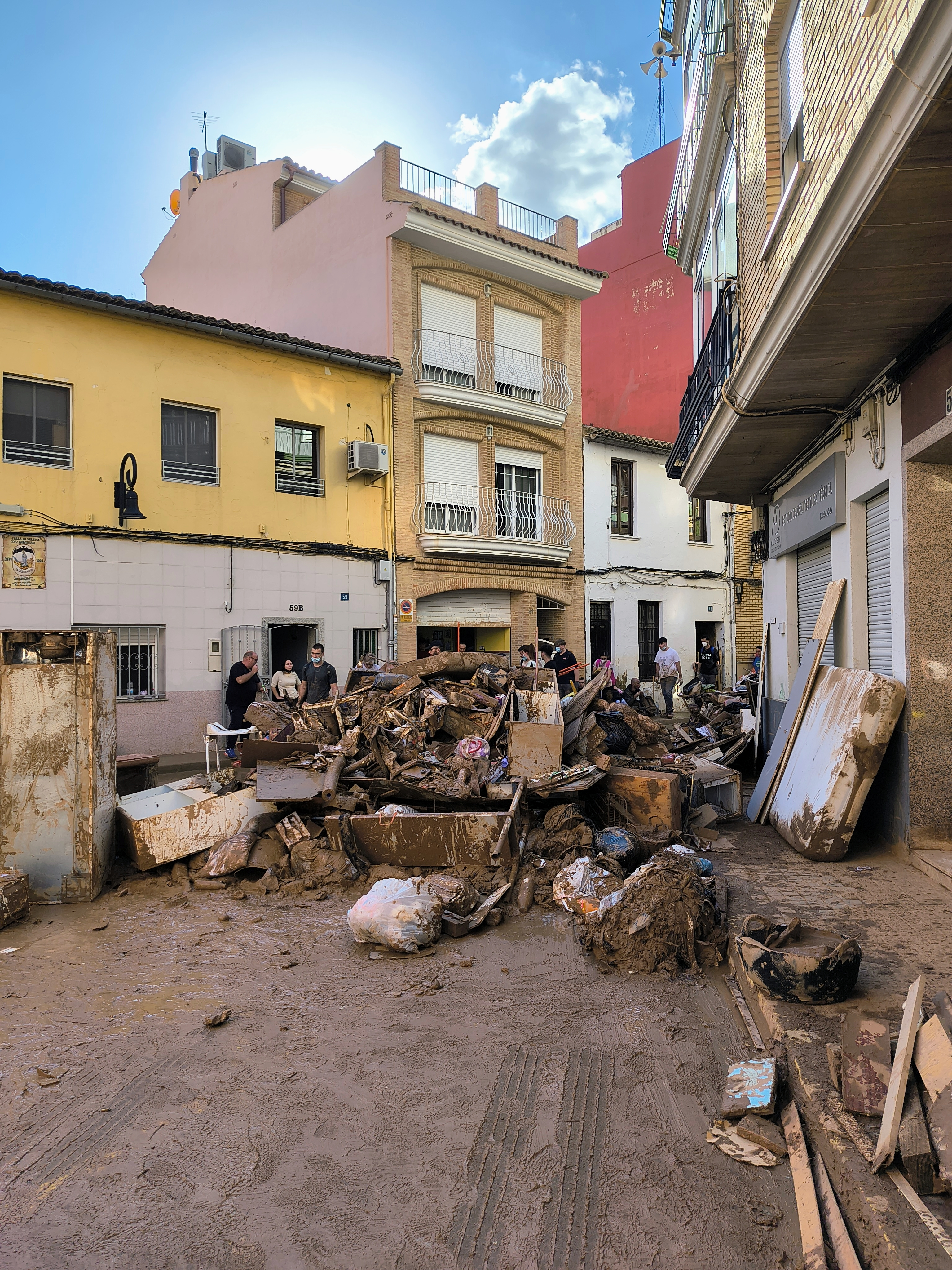
À Aldaia.
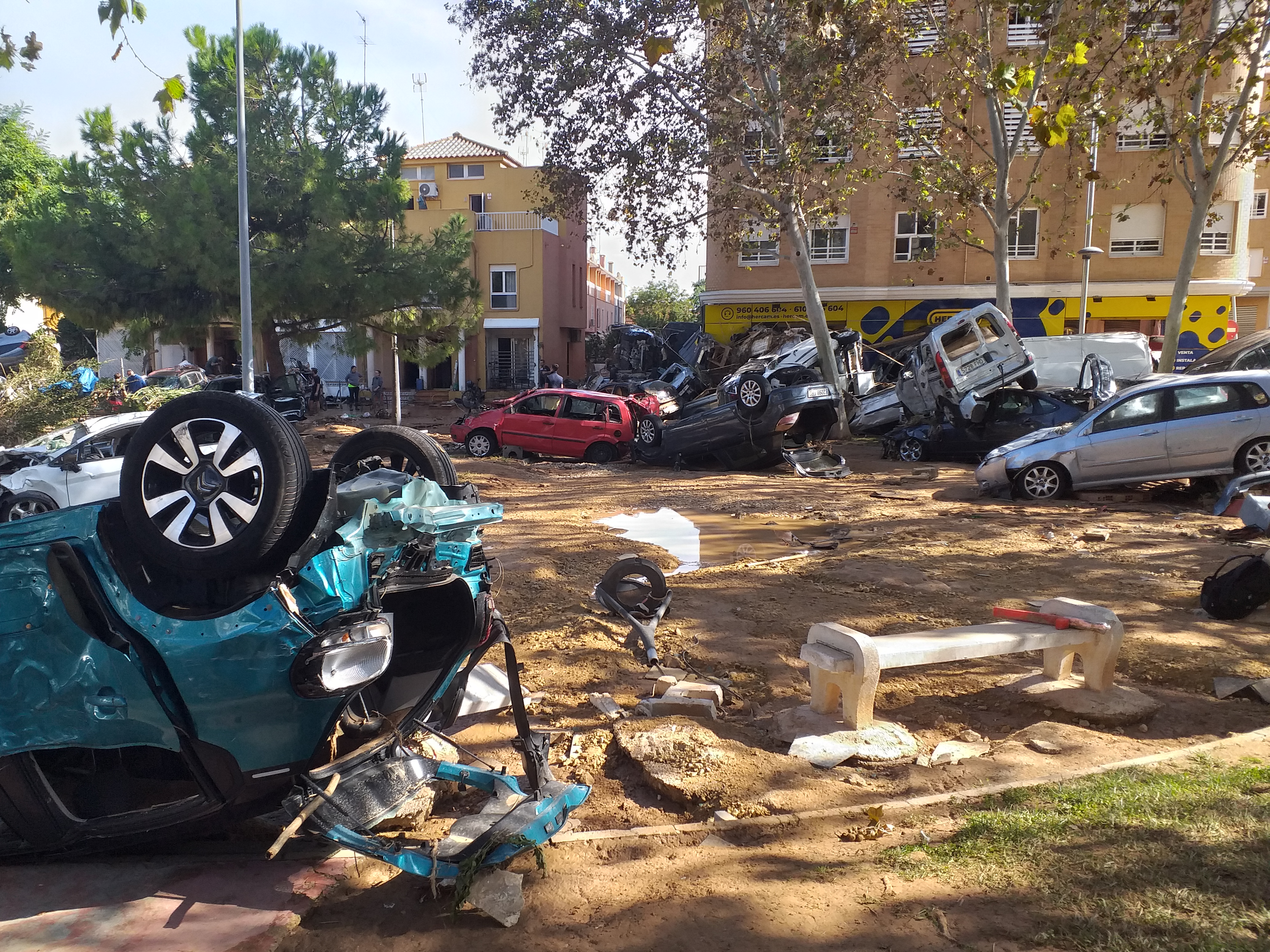
À Alfafar.
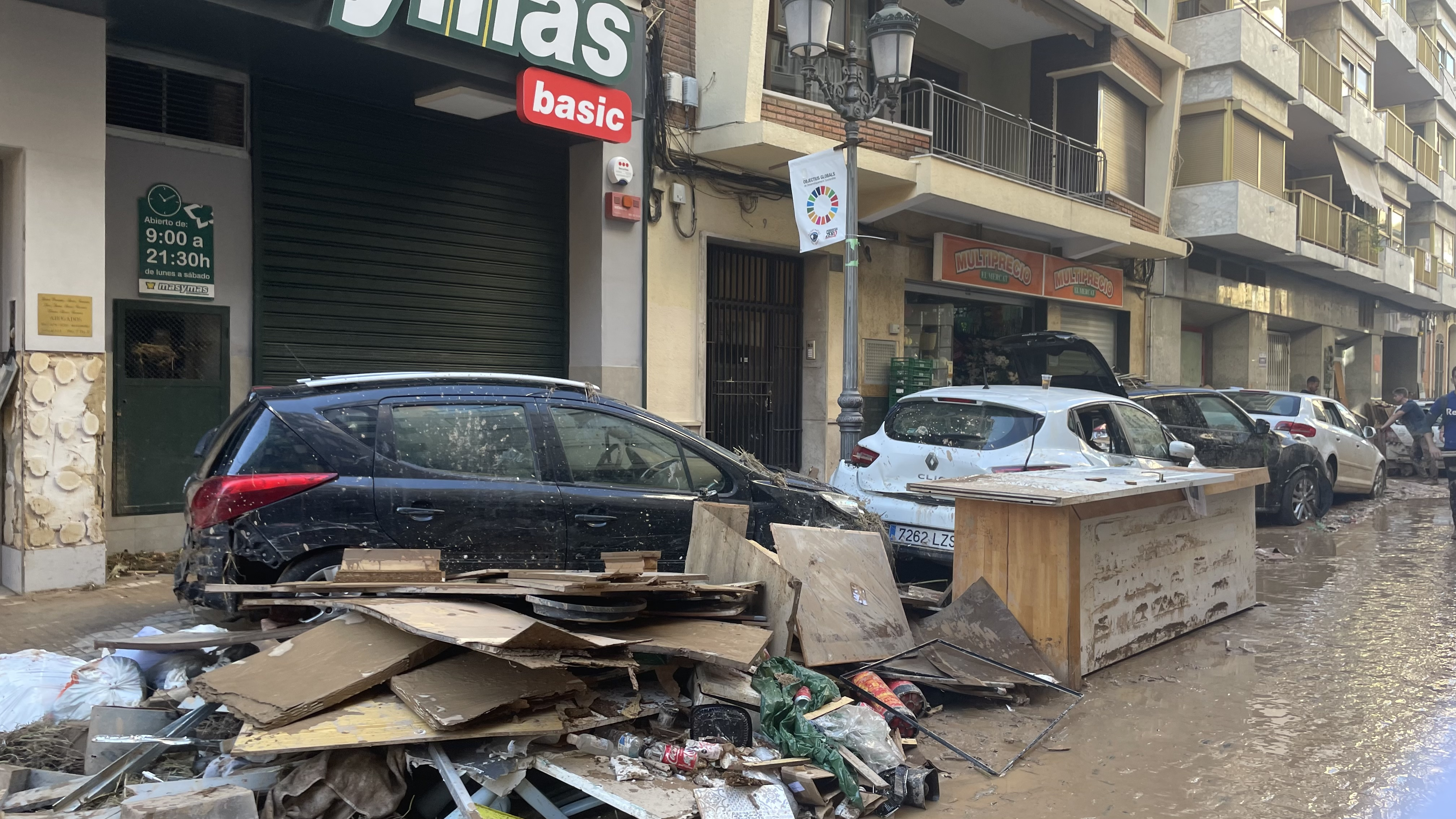
À Algemesí.
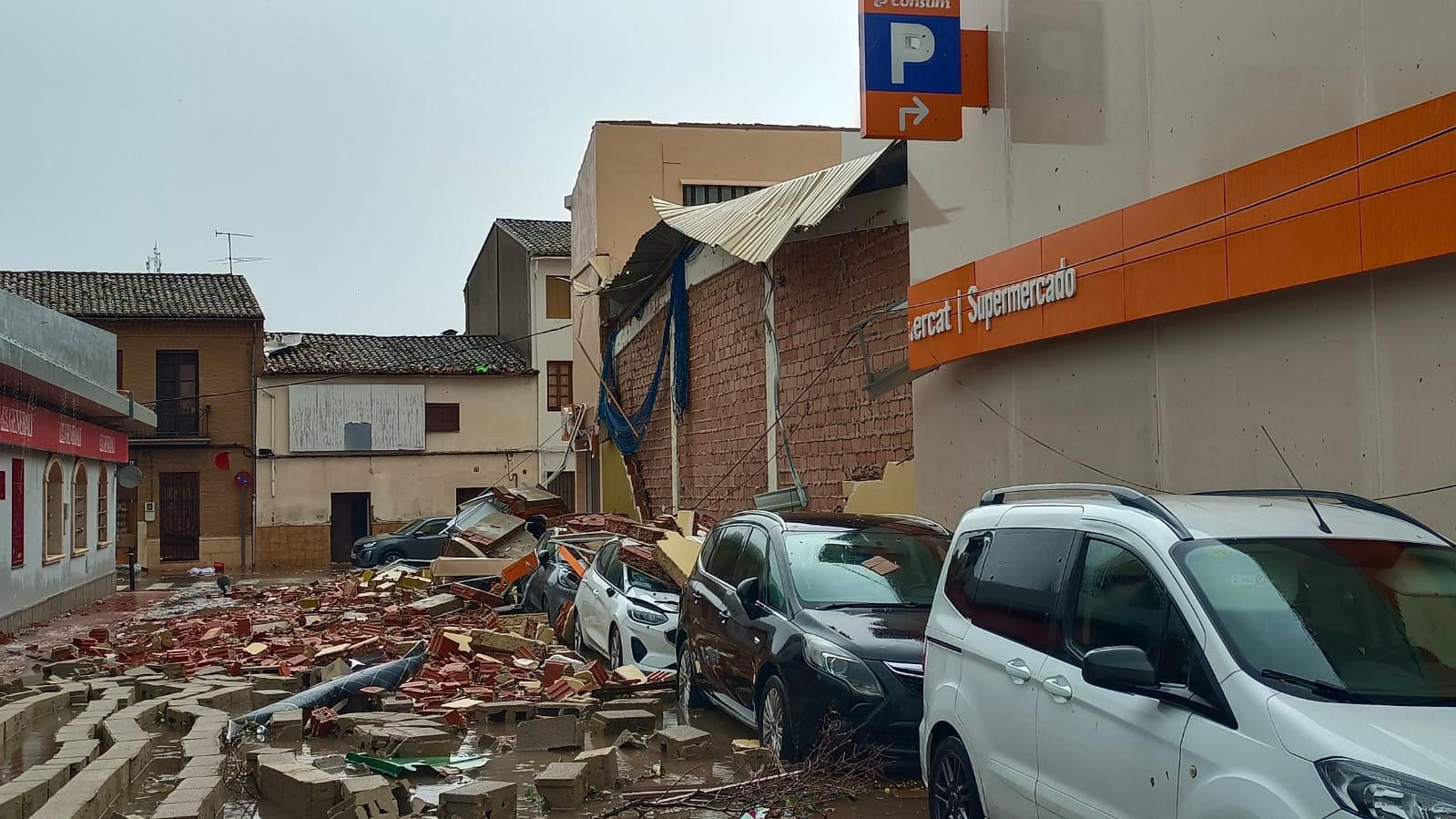
À Alginet.
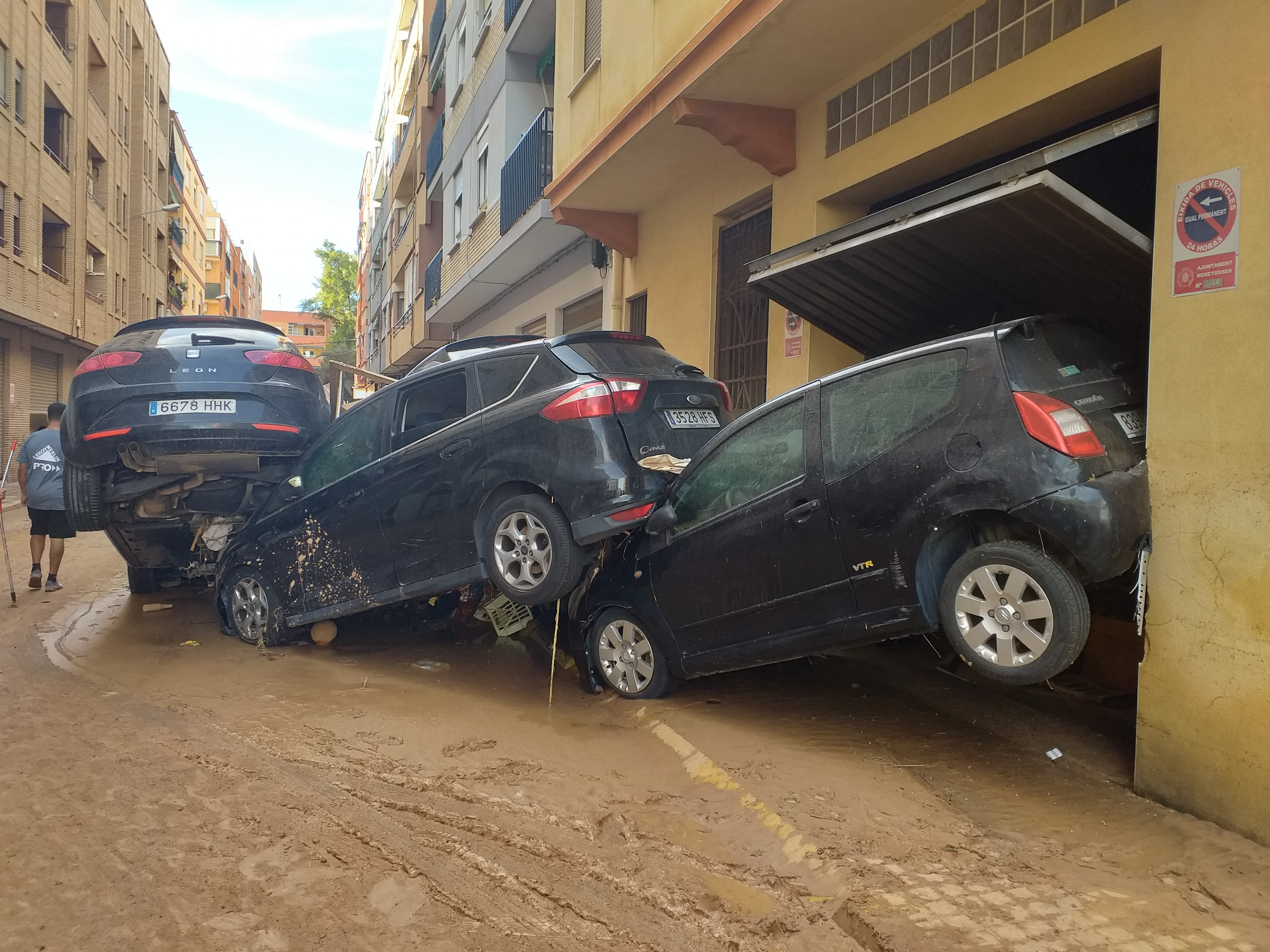
À Benetússer.
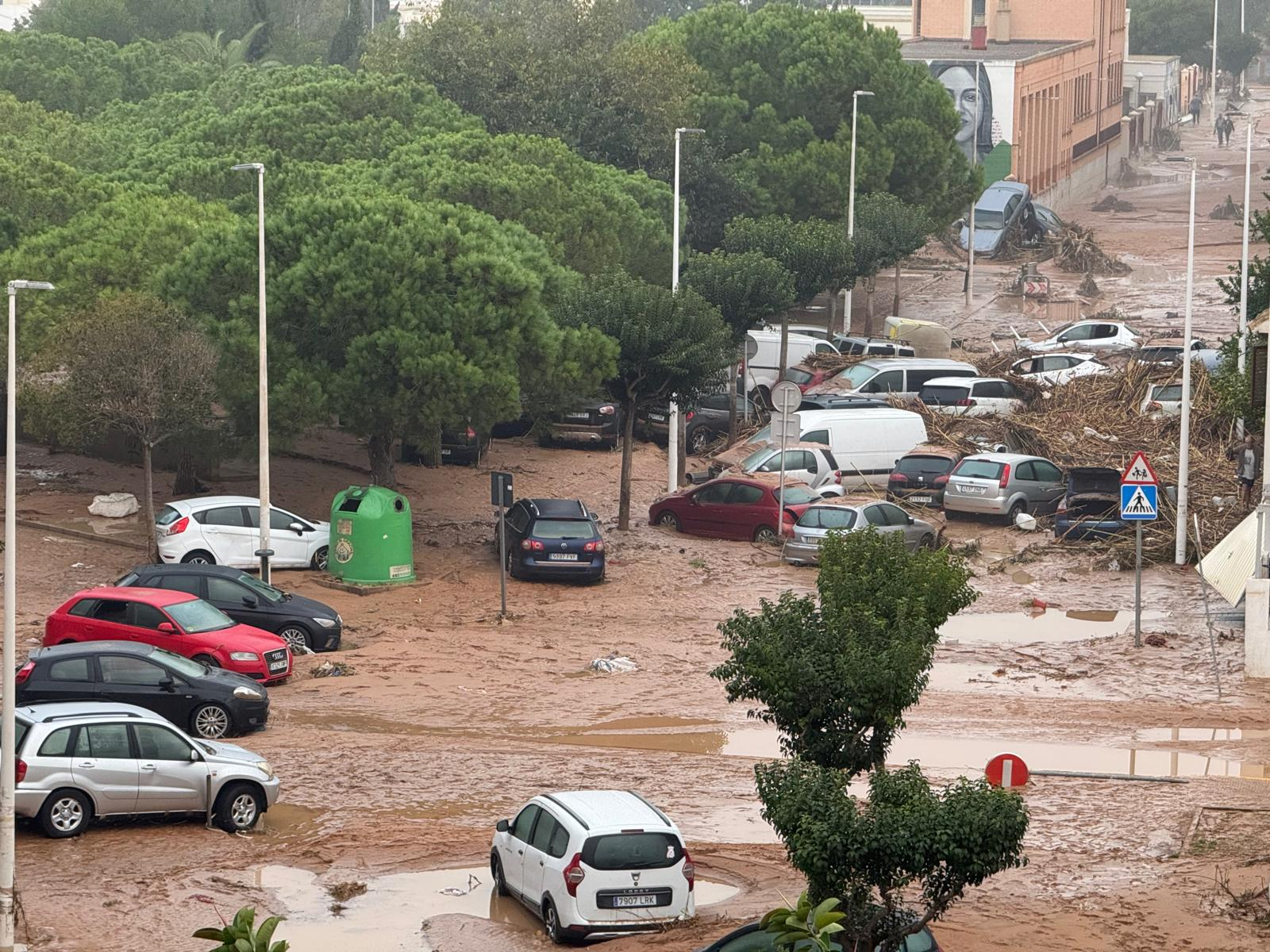
À Catarroja.
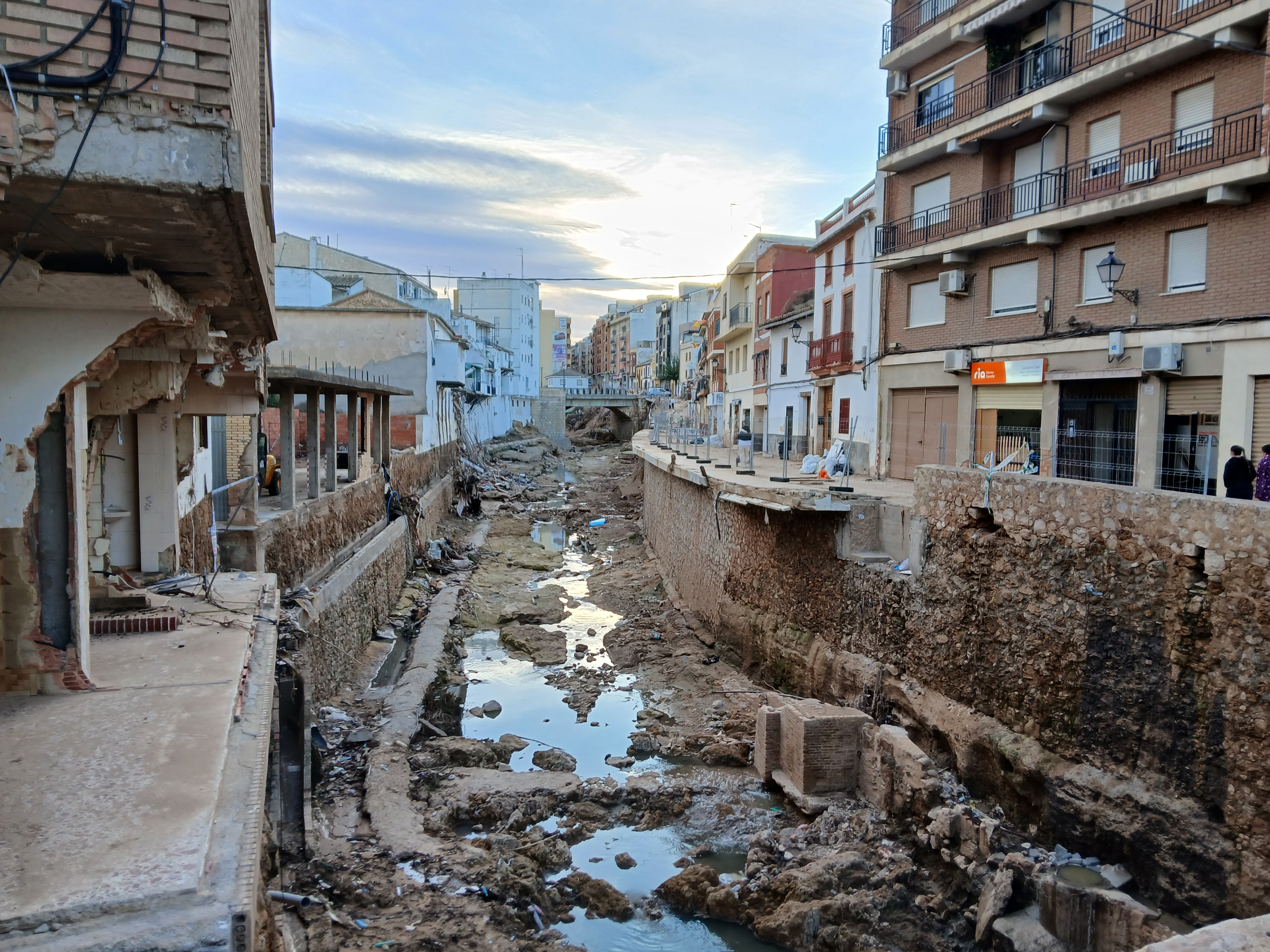
À Chiva.
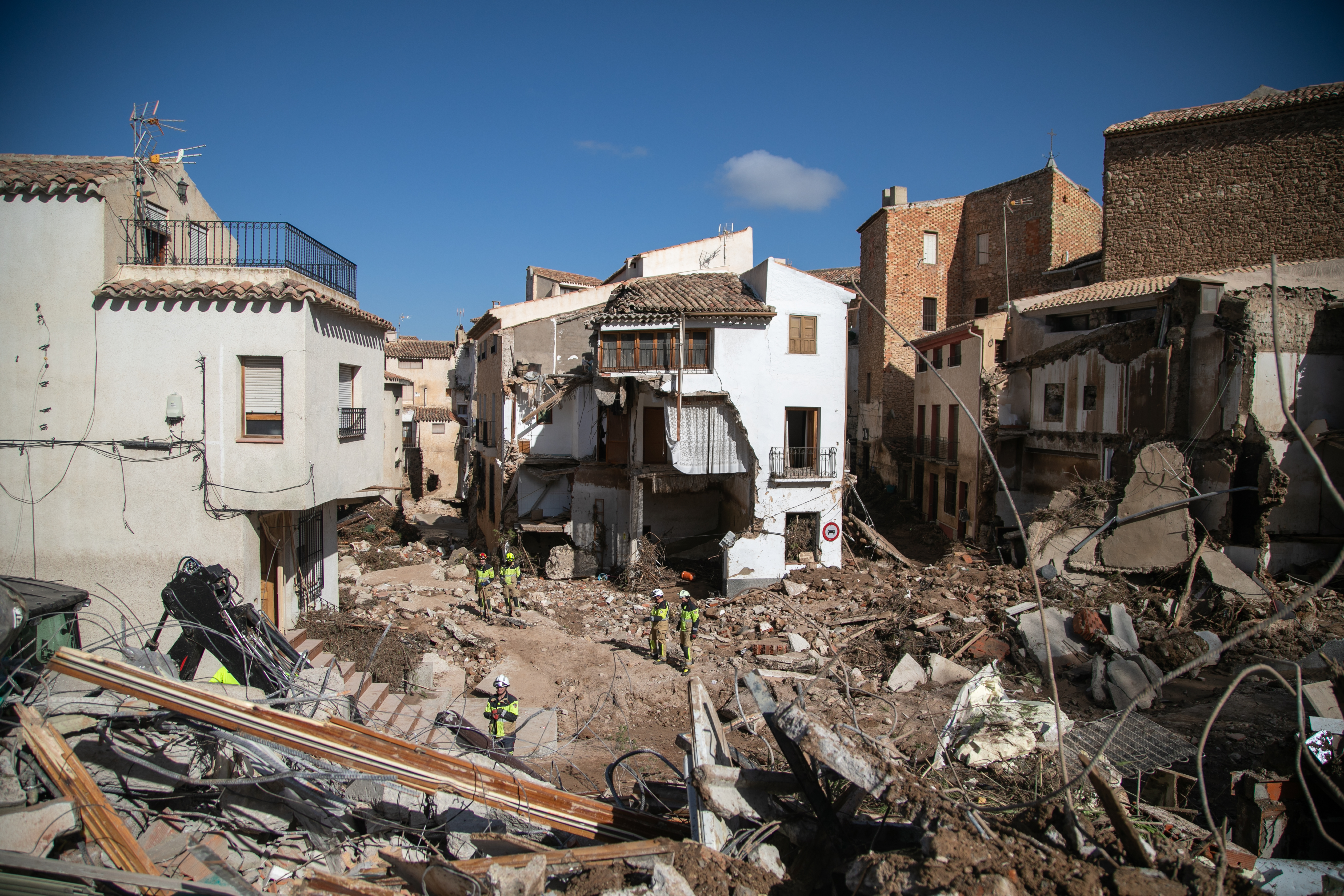
À Letur.
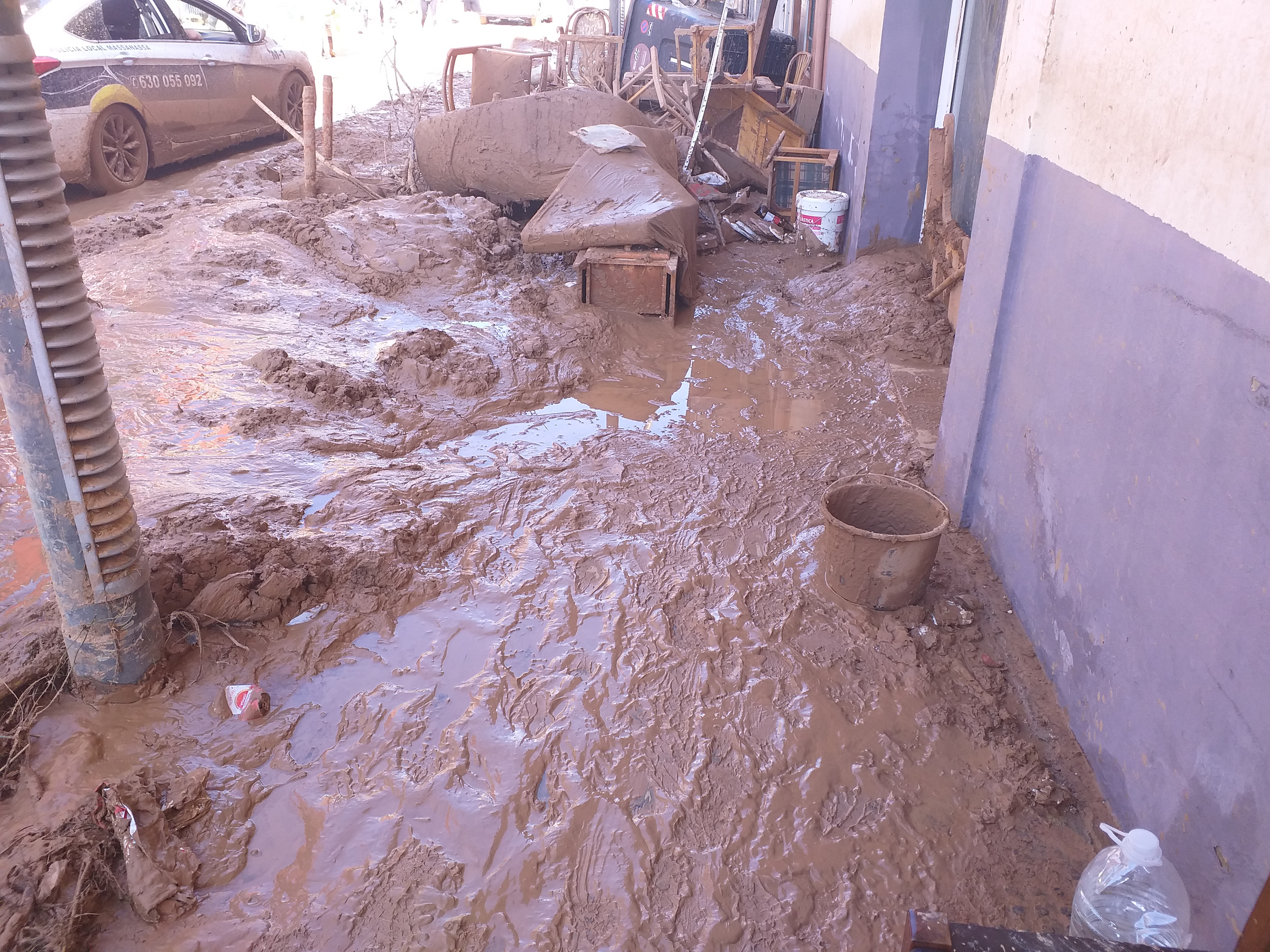
À Massanassa.
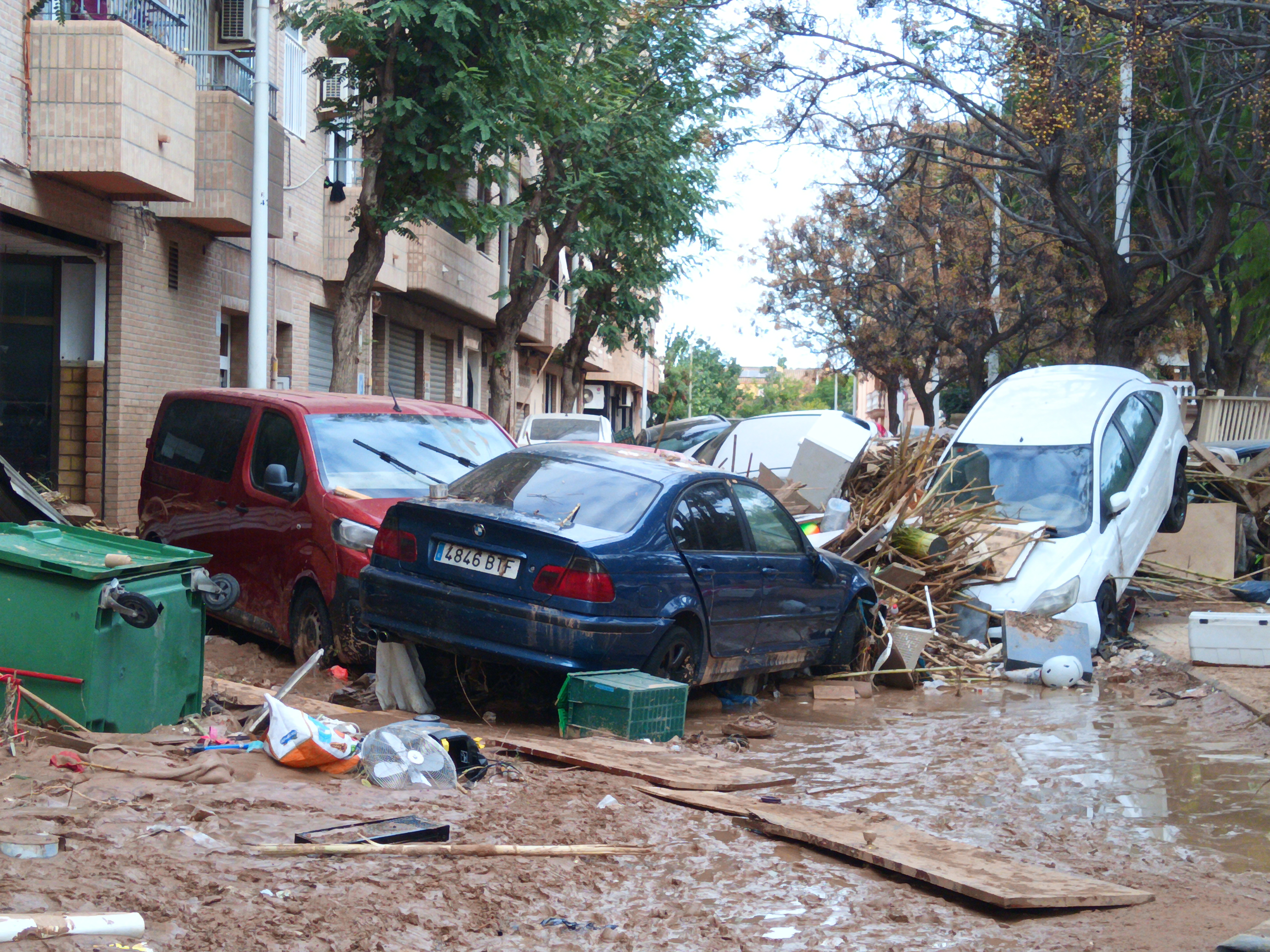
À Paiporta.
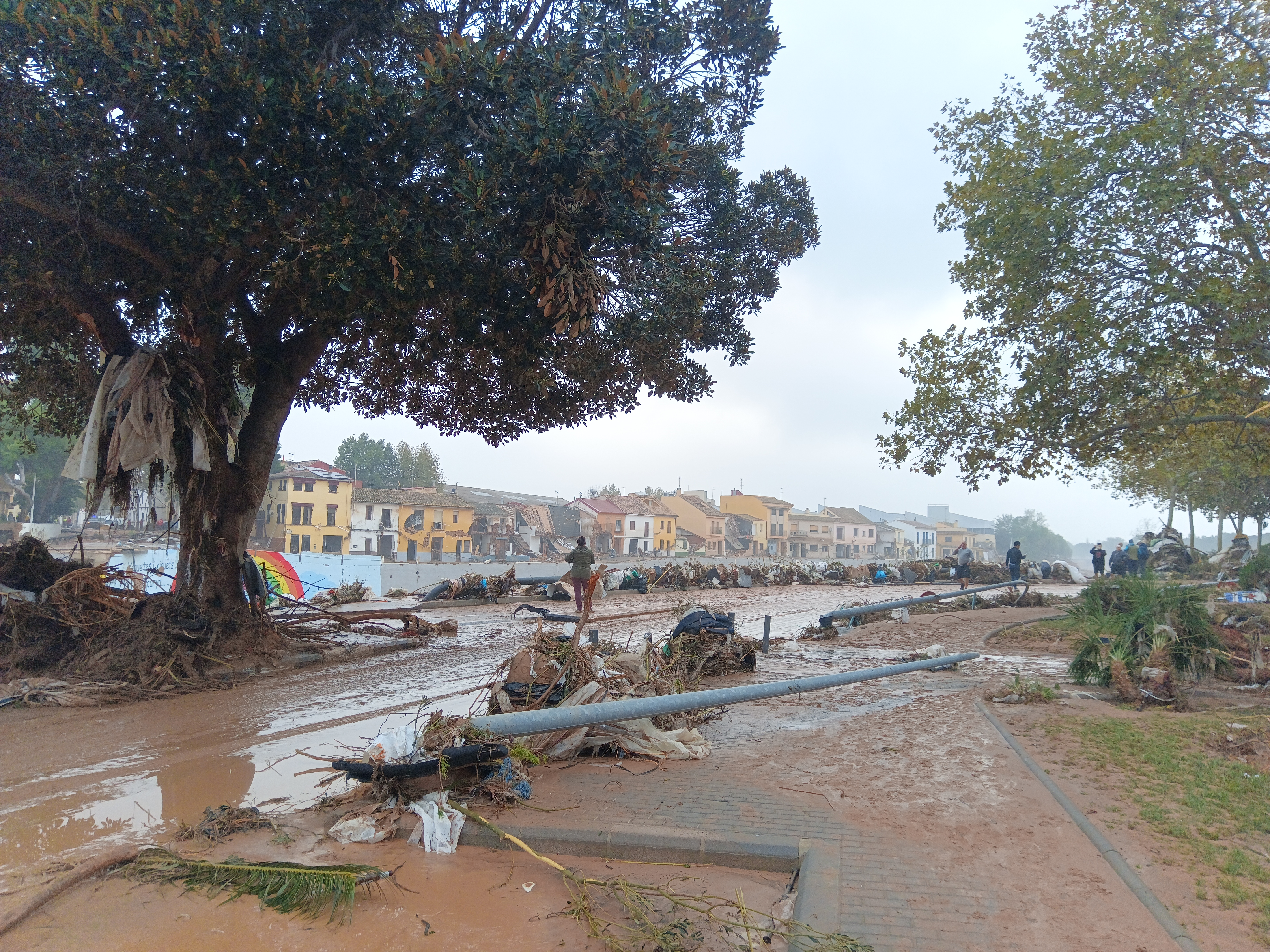
À Picanya.
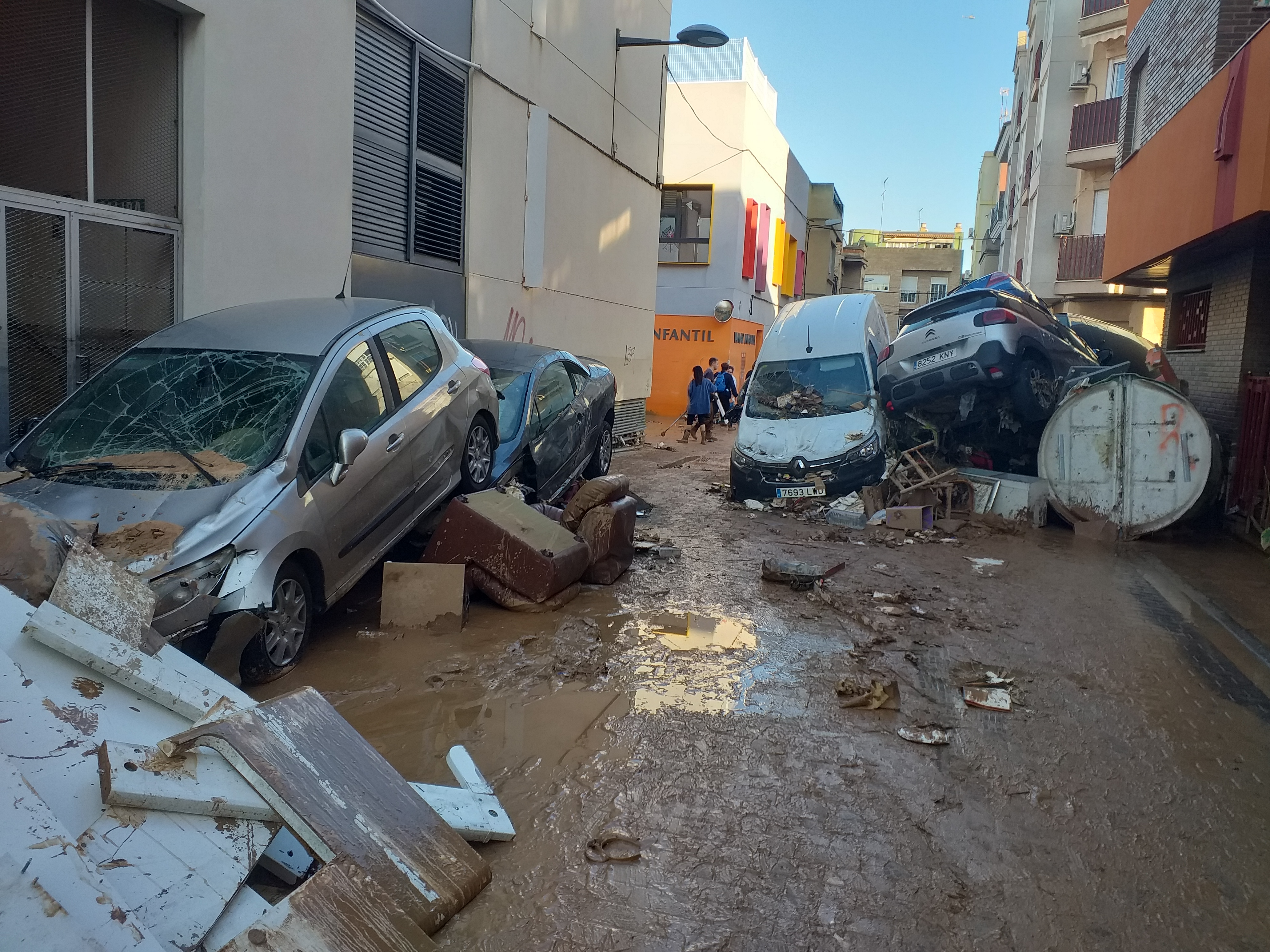
À Sedaví.
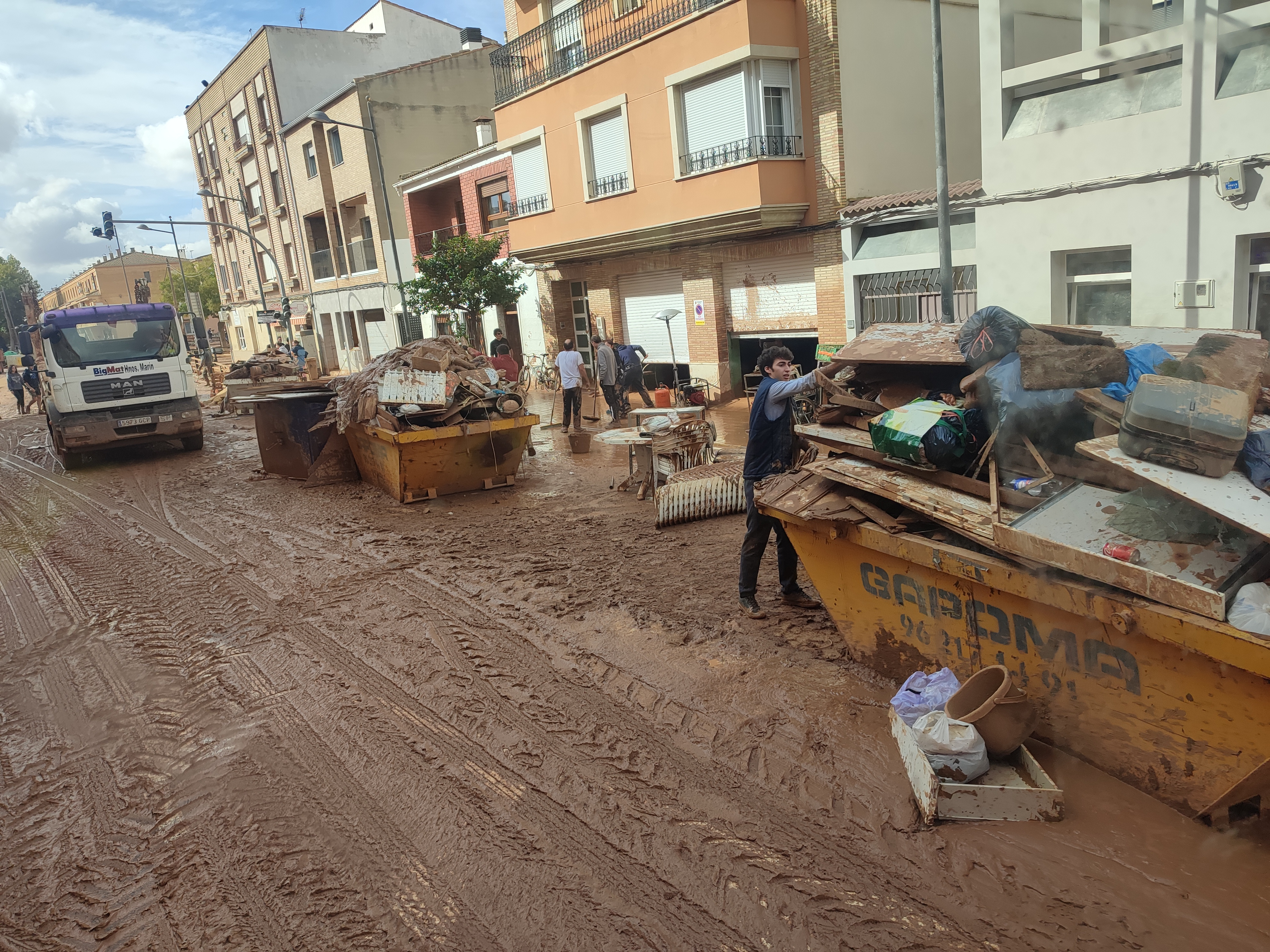
À Utiel.
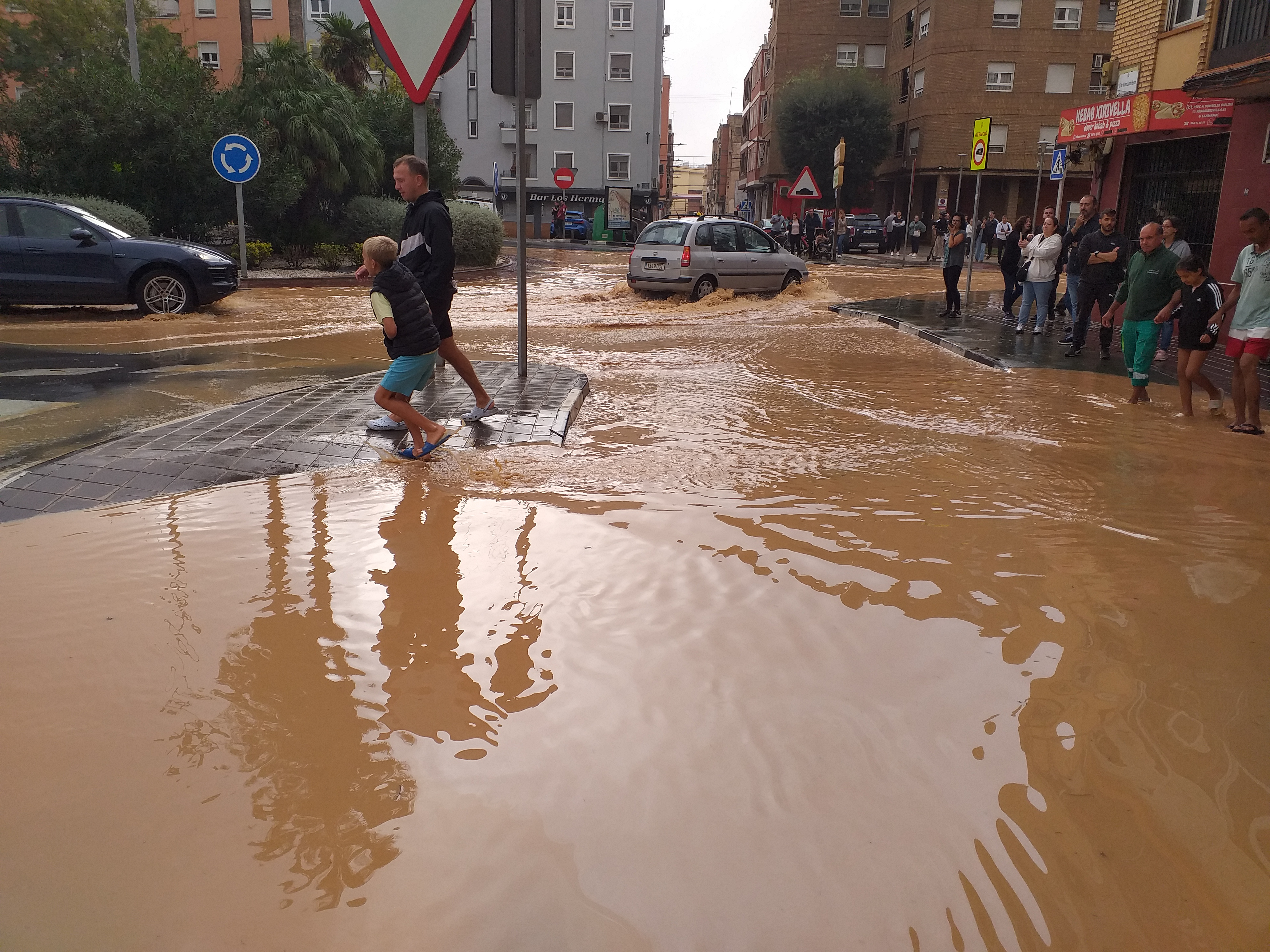
À Xirivella.

### Bilan humain
Au soir du 30 octobre, les autorités indiquent avoir recensé 95 victimes. Le lendemain, le bilan est revu à la hausse à 158 morts, dont au moins 62 dans la seule ville de Paiporta, dans la banlieue sud de Valence. Le 31 octobre 2024, le ministre de la Politique territoriale Ángel Víctor Torres indique qu'« il y a encore des dizaines et des dizaines de disparus ».
Par la suite, plusieurs révisions du bilan ont lieu, toujours à la hausse quant au nombre de décès. Le bilan est au 1er novembre de 205 morts, dont 202 en Communauté valencienne, deux en Castille-La Manche et un en Andalousie, puis de 211 morts le 2 novembre, 217 le 3 novembre dont 213 dans la région valencienne, 219 morts et 89 disparus le 5 novembre, 219 morts et 93 disparus le 7 novembre, 223 morts et 78 disparus le 8 novembre, 224 morts et 39 disparus le 10 novembre, 225 morts et 14 disparus le 16 novembre.
Le 30 octobre, le gouvernement espagnol décrète trois jours de deuil national.
Le 24 novembre 2024, un ouvrier travaillant à la remise en état de la toiture de l’école Lluis Vives à Massanassa décède à la suite de l’effondrement d’une partie de celle-ci.

### Infrastructures et transports
La circulation du métro de Valence et le trafic ferroviaire à grande vitesse entre Madrid et Valence sont interrompus le 29 octobre 2024,. Dans la soirée, le poste de commande centralisé du réseau du métro, situé au sud de Valence, est inondé et rendu inutilisable. Les dommages subis par le réseau électrique privent de courant 115 000 usagers. Le lendemain, le gestionnaire du réseau ferroviaire ADIF suspend également la circulation du réseau de trains de banlieue (Cercanías). Plus de 137 000 véhicules ont été détruits, selon les données du gouvernement valencien, ce qui équivaut au total des immatriculations d'une ville comme Bilbao.
Après avoir annulé 49 vols et déporté 30 atterrissages vers d'autres aéroports, celui de Valence reprend son activité dès le 30 octobre. Les lignes C5 et C6 des Cercanías et la liaison à grande vitesse entre Valence et Barcelone sont rétablies le 2 novembre. Le ministre espagnol des Transports Óscar Puente indique en outre que les lignes C1, C2 et C3 des Cercanías ont « disparu », que la ligne 3 devra être presque entièrement reconstruite et qu'il faudra « des mois » pour que l'ensemble du réseau redevienne opérationnel.
Après la création d'un poste de commande centralisé provisoire au garage-atelier du nord de Valence, les lignes de tramway 4, 6, 8 et 10 du métro de Valence sont réactivées le 9 novembre. Le 13 novembre, la ligne C1 est relancée entre Gandia et Silla, la C2 entre Carcaixent et Moixent, tandis que des bus de substitution reprennent le parcours de l'ensemble de la C3 et des tronçons non-desservis par la C1 et la C2. La LGV entre Madrid et Valence est remise en service le 14 novembre. Le réseau de métro est rétabli le 3 décembre, avec des variantes : les lignes 3, 5 et 9 reprennent sur l'ensemble du parcours tandis que les lignes 1, 2 et 7 cessent leur service dans Valence et ne poursuivent plus vers le sud jusqu'en 2025.
Le réseau téléphonique est grandement perturbé : 220 000 ligne fixes et 300 000 lignes mobiles sont interrompues. Elles sont restaurées à plus de 90 % au 8 novembre.

Lignes ferroviaires endommagées
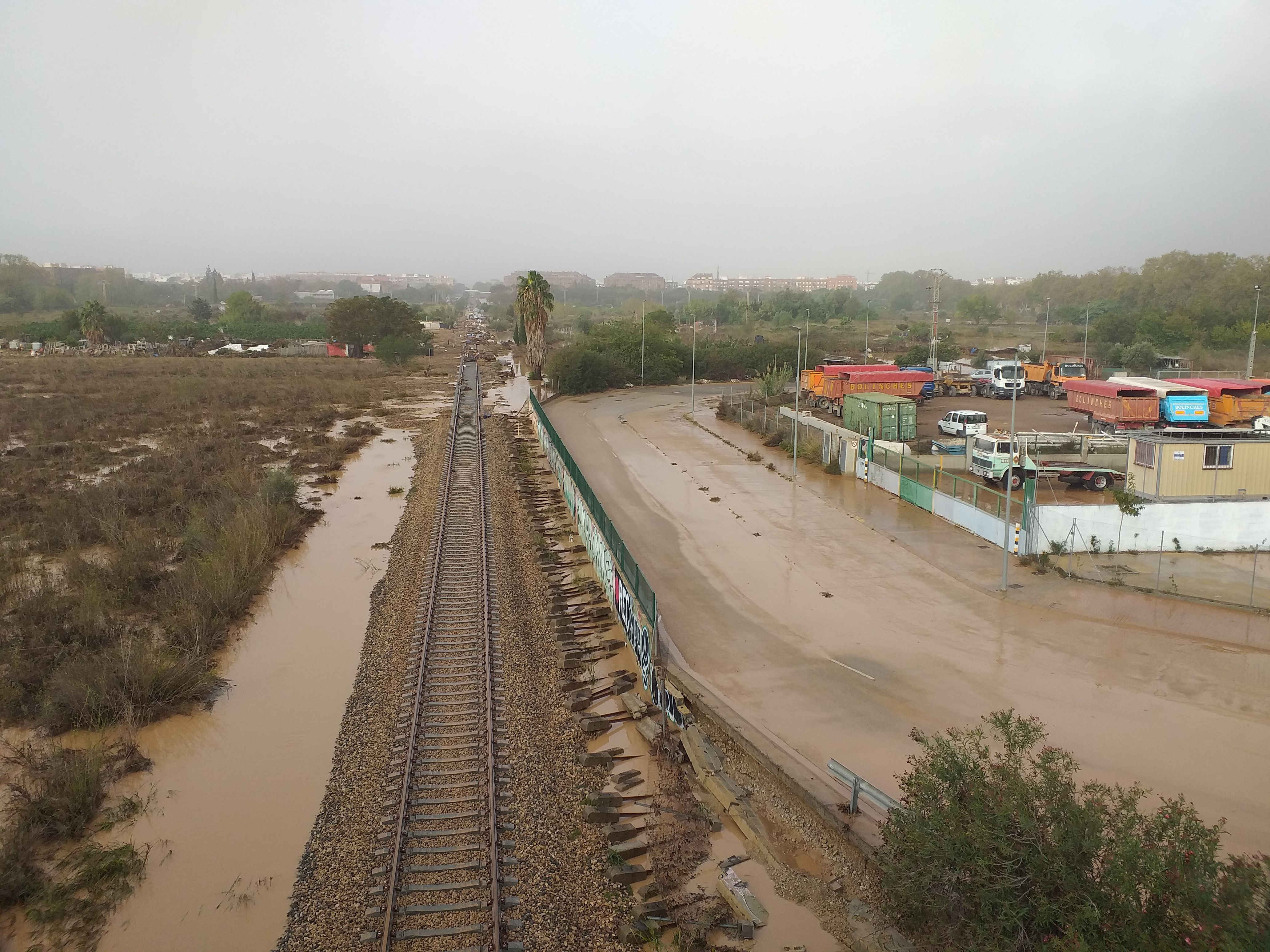
La ligne C3 des Cercanías.
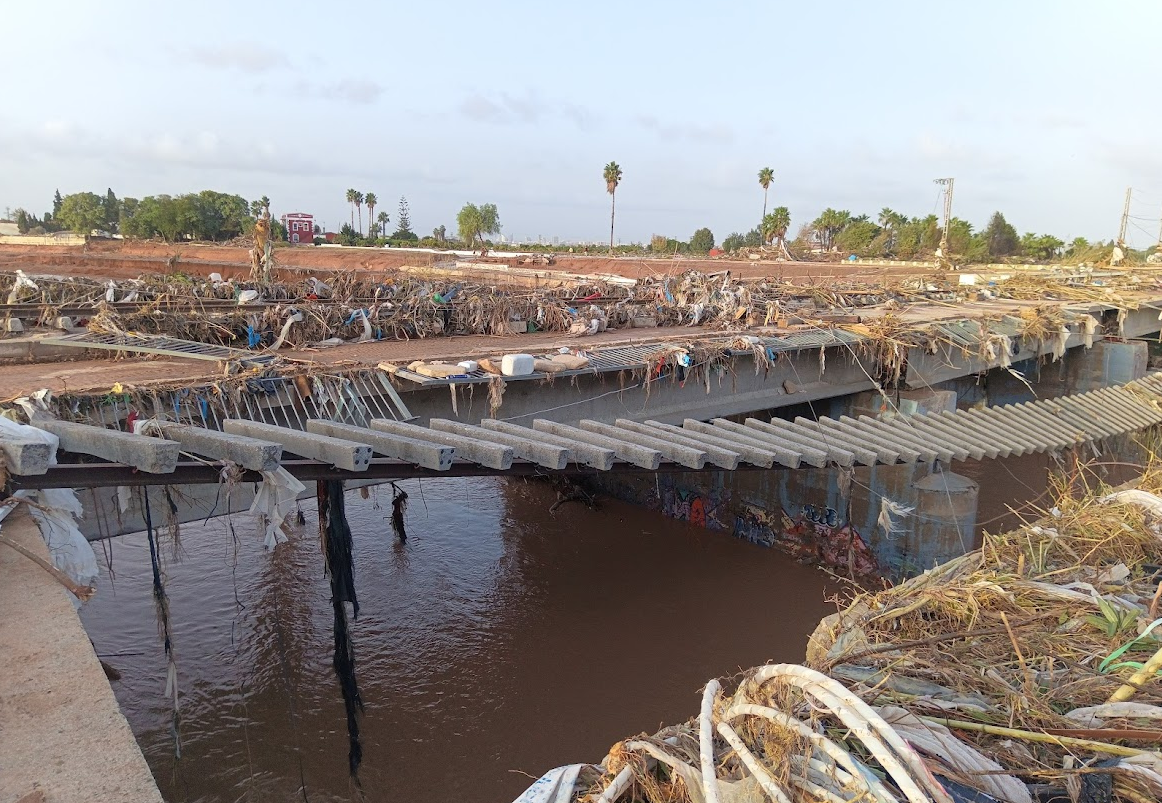
Les lignes 1, 2 et 7 du métro.

### Conséquences économiques
La Confédération entrepreneuriale de Valence (CEV) estime que la catastrophe entraîne des pertes de l'ordre de 9,4 milliards € pour l'économie et que 30 000 hectares de terres cultivables ont été affectés. Plus de 2 000 plans de chômage partiel pour « cas de force majeure » sont mis en place, concernant 22 000 employés, dont plus de la moitié dans le secteur des services et 46 % dans le domaine de l'industrie. En outre, 26 entreprises adoptent un plan de sauvegarde de l'emploi, ce qui entraîne le licenciement de 182 personnes, mais ce nombre inclut des sociétés dont les difficultés ne sont pas nécessairement liées à la catastrophe.

### Conséquences écologiques
Selon les données du ministère de la Transition écologique, plus d'une centaine de stations d'épuration des eaux usées ont été mises hors d'état de fonctionner, ce qui présente un risque majeur de pollution des cours et plans d'eau et aquifères et de mise en danger de la santé publique et de la biodiversité.
Le parc naturel de l'Albufera est également touché par la catastrophe. Les inondations ont affecté la lagune et les rizières ont également été touchées, ce qui aura des conséquences sur la faune et la flore. De nombreux déchets ont été laissés par les eaux, notamment sur les plages, tandis que la végétation naturelle a été emportée.

### Propositions d'assistance
La France indique avoir prépositionné 250 sapeurs-pompiers mais le ministre espagnol de l'Intérieur Fernando Grande-Marlaska indique à son homologue Bruno Retailleau que c'est aux autorités régionales de déterminer si elles sollicitent ou non l'aide internationale. Le Maroc se dit prêt à déployer des équipes de secours et à fournir toute l'aide nécessaire. L'Union européenne rappelle qu'elle peut mobiliser le mécanisme européen de protection civile et son Fonds de solidarité pour les catastrophes naturelles.
Le 2 novembre, le roi Felipe VI et la reine Letizia publient un message de remerciement aux chefs d'État étrangers pour leurs actions de soutien et de solidarité.

## Organisation des secours

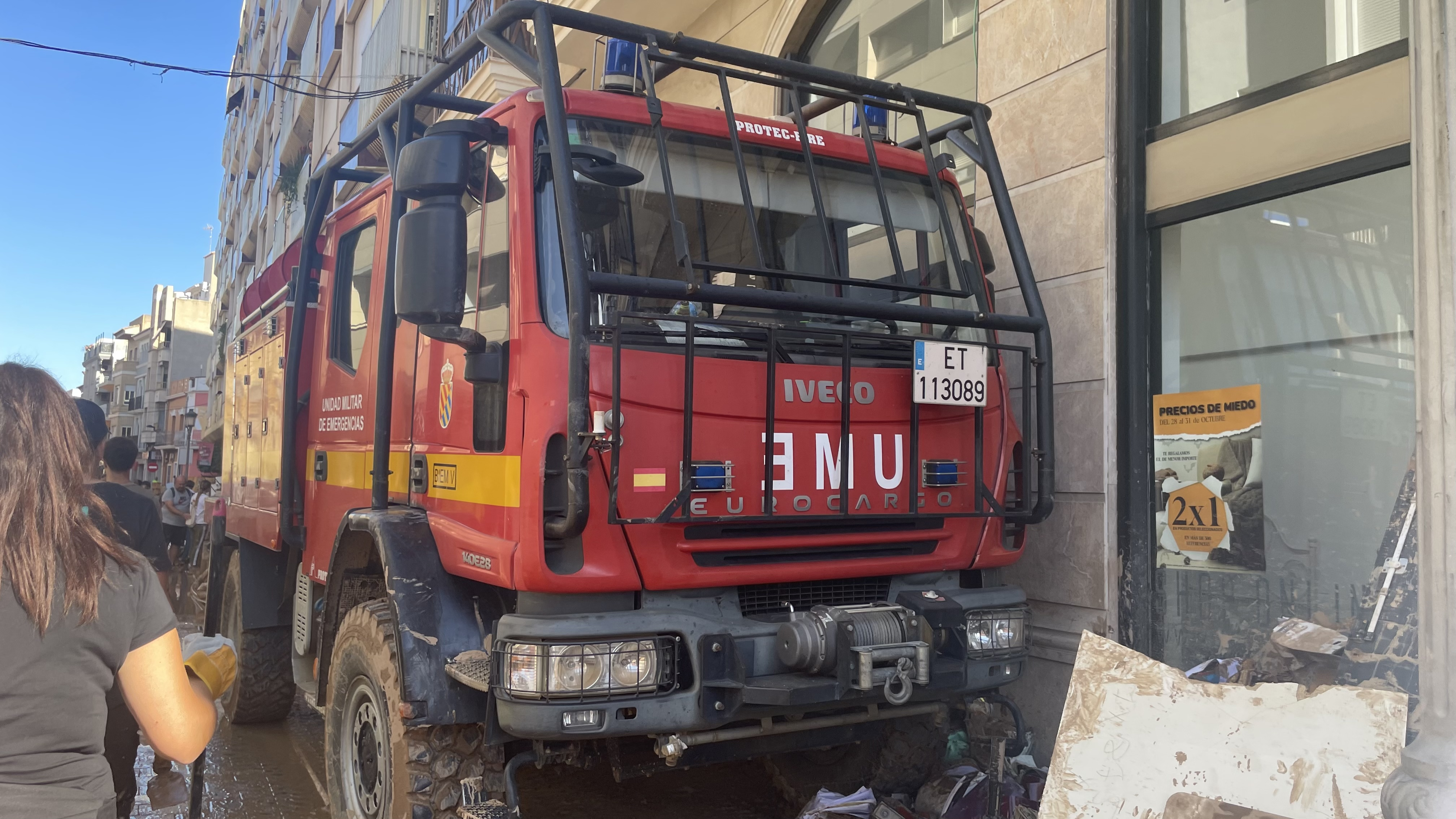
L'unité militaire d'urgence est déployée dès le 29 octobre 2024-.

Le gouvernement valencien installe et active à 17 heures le 29 octobre le centre de coordination intégrée des opérations (CECOPI). Dans la soirée, le gouvernement espagnol installe un comité de crise, composé de cinq ministres et indique mettre à disposition des régions touchées l'unité militaire d'urgence (UME), les forces de l'ordre et la Sécurité civile. À 20 h 36, les autorités valenciennes sollicitent formellement le déploiement de l'UME.
Au 31 octobre, 1 700 militaires, majoritairement issus de l'UME, sont déployés dans la Communauté valencienne. Le gouvernement espagnol annonce le 2 novembre le déploiement de 5 000 soldats et 5 000 policiers supplémentaires.
Le gouvernement valencien invite le 1er novembre les volontaires qui souhaitent se rendre dans les zones sinistrées pour venir en aide à la population à se rassembler à la Cité des arts et des sciences. Le lendemain, 10 000 personnes s'y réunissent avant d'être réparties dans des bus qui les transportent dans les secteurs les plus touchés. Elles sont 1 100 à être réparties le 3 novembre, un nombre en forte baisse puisque les autorités régionales ont limité l'accès à onze des communes concernées afin de faciliter les opérations de secours.

Mobilisation de volontaires
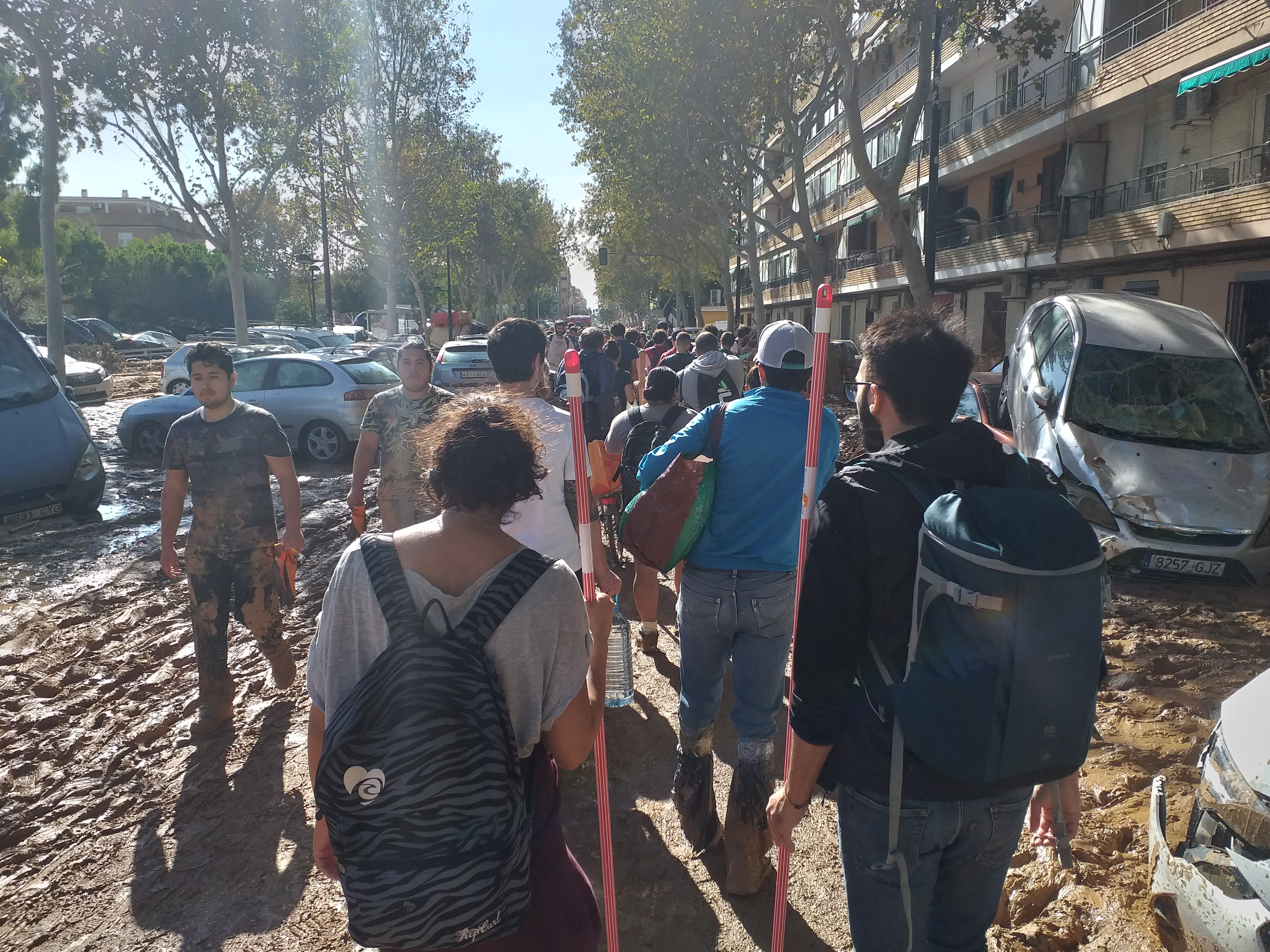
À Benetússer.
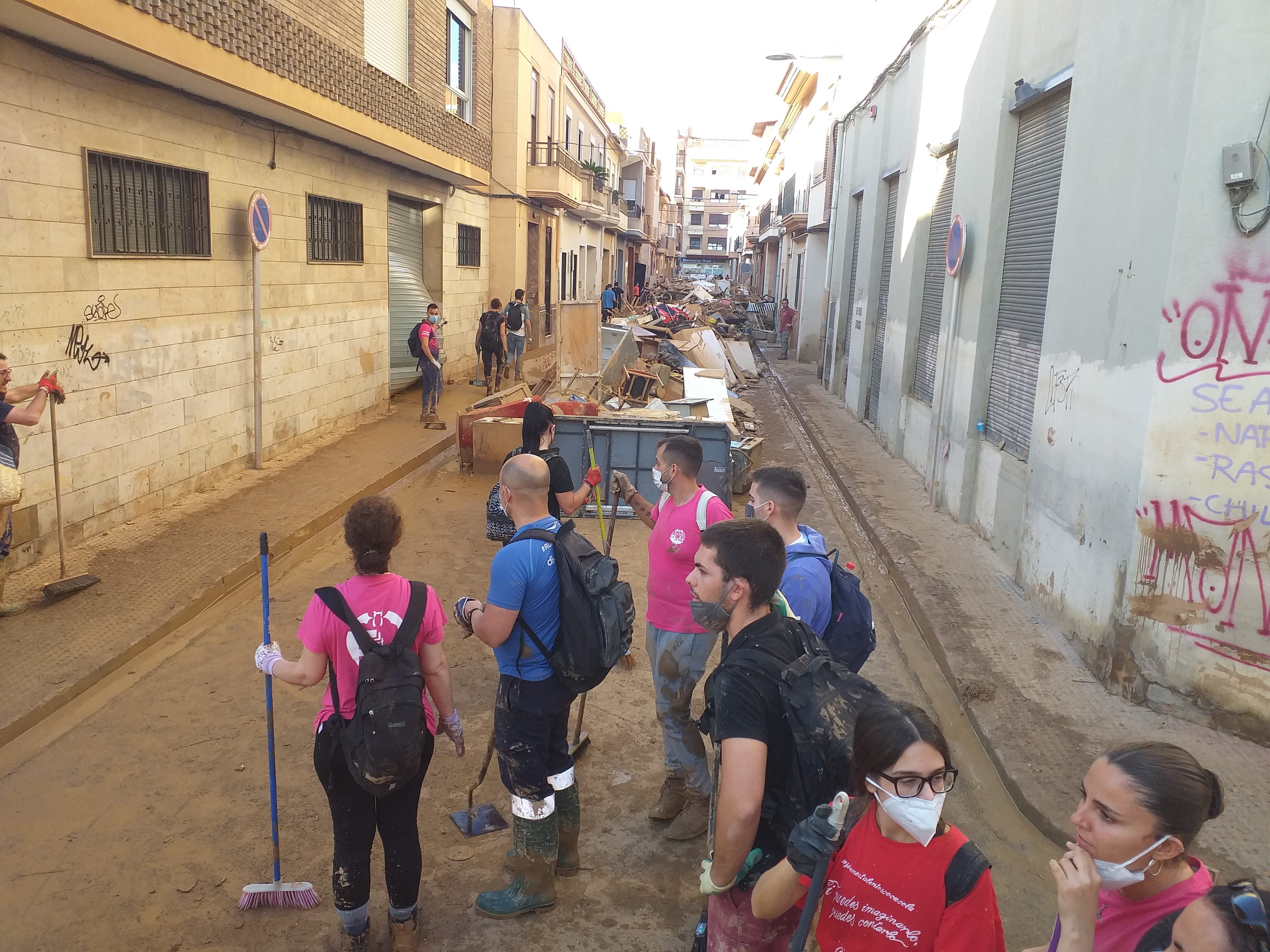
À Sedaví.
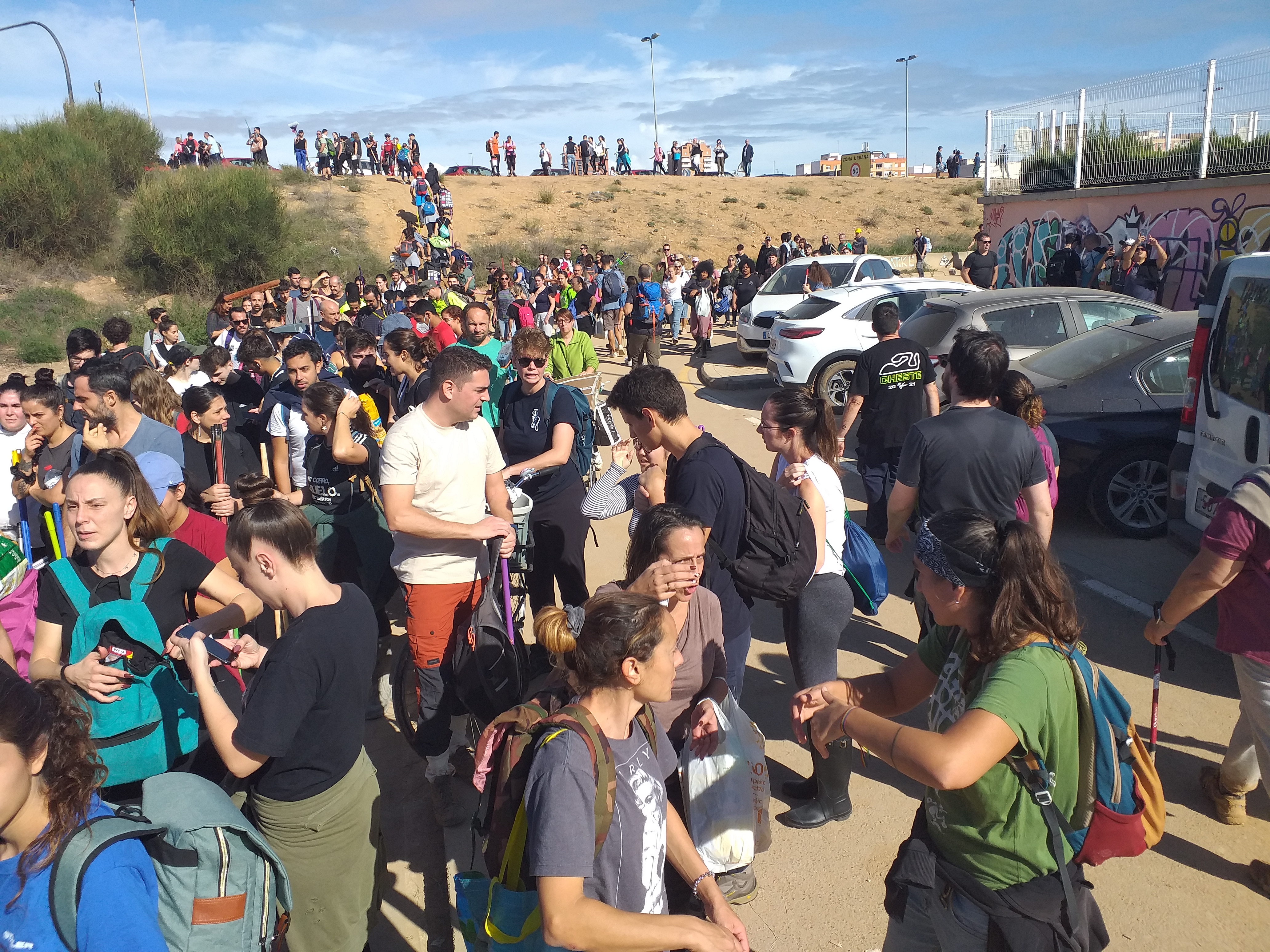
Dans le sud de Valence.

À la suite d’une demande d’activation du mécanisme européen de protection civile par le gouvernement espagnol, des renforts sont déployés :
- un détachement portugais constitué de 102 personnes et 30 véhicules, spécialisés dans les opérations de pompage[66] ;
- un détachement français constitué de 38 sapeurs-sauveteurs des UIISC n°1 et n°7, de deux personnels de l’ESOL sud et de 10 sapeurs-pompiers du service départemental d’incendie et de secours des Pyrénées-Orientales[67].

## Mise en cause des autorités et crise politique

### Critique de la gestion de l'alerte
La responsabilité du gouvernement régional, la Généralité valencienne, est mise en cause quant aux conditions dans lesquelles la population a été alertée. Le SMS d'alerte via le système d'alerte au public par diffusion cellulaire ES-Alert n'est envoyé qu'à 20 heures le 29 octobre, longtemps après le début de l'alerte rouge météorologique (déclarée à 7 h 31) et en dépit de nombreuses alertes aux pluies diluviennes lancées antérieurement par l'Agence d'État de météorologie (AEMET), de plusieurs informations émanant de la Confédération hydrographique du Júcar (es) — l'organisme gestionnaire des fleuves et cours d'eau de la région valencienne — quant à la hausse spectaculaire du débit de ruisseaux et rivières et de messages de prévention émis par le centre de coordination des urgences de la Généralité. Le centre de coordination intégrée des opérations (CECOPI) se réunit à 17 heures, alors que la comarque de Requena-Utiel est déjà inondée depuis deux heures et que des cours d'eau sont sur le point de déborder,. De plus, le président de la Généralité valencienne Carlos Mazón n'intègre le CECOPI que deux heures plus tard, à 19 heures, après avoir déjeuné pendant plus de trois heures avec une journaliste qu'il souhaite nommer à la direction du service public audiovisuel.
Le 7 novembre, la conseillère à la Justice et à l'Intérieur de la Généralité valencienne Salomé Pradas déclare à la télévision publique régionale À Punt qu'elle n'aurait été informée de l'existence du système ES-Alert que le soir du 29 octobre à 20 heures par un appel du secrétaire d'État espagnol à l'Environnement l'informant du risque de rupture du barrage de Forata. Pourtant, ce système avait été présenté au public en octobre 2022, testé dans la comarque de la Vega Baja en mai 2023, utilisé dans la Communauté de Madrid en octobre 2023 et évoqué en présence de Salomé Pradas à 19 heures lors d'une réunion du CECOPI, selon des éléments recueillis par Cadena SER.
Le 20 novembre, la ministre de la Transition écologique Teresa Ribera déclare devant le Congrès des députés que le 29 octobre, l'État a été exclu de fait de la réunion du CECOPI entre 18 heures et 19 heures : « Nous ne savons pas ce qui s'est passé pendant cette heure, mais les trois personnes qui représentaient la délégation du gouvernement, l'AEMET et la Confédération [hydrographique du Júcar] n'ont pas pu participer au débat ». Elle a également indiqué que l'AEMET avait bien signalé le 29 octobre à 7 h 31 le passage au stade de l'alerte rouge, qu'au fil de la journée l'Agence avait appelé téléphoniquement à onze reprises la Sécurité civile de la Communauté valencienne et qu'elle lui avait envoyé 198 courriers électroniques, tandis que la Confédération du Júcar mettait régulièrement à jour les relevés de précipitations et de débit. La ministre a également indiqué que la réunion du CECOPI aurait dû commencer peu après le passage à l'alerte rouge (elle n'a commencé qu'à  17 heures), que l'absence du président de la Généralité à la réunion avait empêché les participants de prendre des décisions et qu'à son arrivée tardive il avait été nécessaire de lui expliquer la situation, ce qui avait de nouveau retardé l'alerte à la population.

### Critique de la gestion des secours
L'organisation des secours aux sinistrés fait également l'objet de critiques. La presse souligne notamment que Carlos Mazón a supprimé en 2023 l'« Unité valencienne de secours », organisme institué par son prédécesseur socialiste et qui avait pour mission de conduire la réaction aux catastrophes naturelles. Elle relève en outre  qu'au sein des services de la Généralité, le quart des postes chargés de la protection civile et des interventions d'urgence sont vacants depuis un an.
Dans les zones dévastées par les inondations, l'« absence de coordination et de maîtrise » est relevée tant par les victimes que par les services de secours. Selon une source policière citée par Libération, « le pire de tout, depuis l'envoi des aides dès le début de la tragédie, c'est la désorganisation et le manque de coordination des effectifs. On ne sait quelle est la tête qui dirige le dispositif général. Dans certaines communes, on se retrouve en surnombre de policiers, pompiers et gardes civils. Dans d'autres, c'est l'inverse, l'aide n'arrive pas, ou très peu ». Ainsi, le 4 novembre, les membres du Groupe de secours catastrophe français constatent qu'ils sont les premiers secours à arriver à Alfafar. De nombreux médias rapportent des témoignages selon lesquels l'organisation des secours est chaotique et incohérente. Le média en ligne Maldita.es remarque que le gouvernement valencien aurait refusé le renfort de pompiers basques à trois reprises et que la Cantabrie se plaint du blocage de ses dons en matériel et aliments.
Carlos Mazón déclare le 15 novembre devant le Parlement valencien « Je ne vais pas nier [qu'il y a eu] des erreurs [...] je ne vais éluder aucune responsabilité. [...] En tant que président de la Généralité, je veux présenter mes excuses [aux habitants qui ont eu] le sentiment que l'aide n'arrivait pas ou n'était pas suffisante ».

### Crise politique

#### Conflit de compétences et de responsabilité
Carlos Mazón intervient à sa demande devant le Parlement valencien le 15 novembre (vingt-quatre heures après la date initialement prévue, en raison d'une nouvelle alerte rouge aux pluies diluviennes), dans le contexte de la crise politique provoquée par sa gestion de la catastrophe. Il tente alors d'atténuer sa responsabilité en évoquant des fautes du gouvernement espagnol et des services publics dépendant de l'État : l'AEMET et la Confédération hydrographique du Júcar. La presse mentionne cependant que « les deux institutions ont pourtant rappelé les très nombreux messages envoyés aux autorités de Valence sur l'aggravation de la situation au fil de la journée, en sus des avertissements publiés sur les réseaux sociaux plusieurs jours avant les pluies diluviennes. Mazón et son entourage ont en outre ignoré d'autres signaux : les décisions de suspendre leurs activités prises à la mi-journée par les universités, des établissements scolaires ou encore l'usine Ford d'Almussafes, un des principaux employeurs de la région. ». Enfin, l'AEMET avait placé la région valencienne en vigilance rouge pour « risque très élevé », dès 7 h 30 du matin, alors que les autorités locales n'ont alerté la population que douze heures plus tard. De plus, au cours de son intervention, le président ne donne aucune explication sur les raisons du retard avec lequel il est arrivé au CECOPI.
Dans ce pays très décentralisé qu'est l'Espagne, la Sécurité civile est une compétence régionale : pour bénéficier de l'appui de l'État, il aurait fallu que le président de la Généralité déclenche le niveau d'alerte 3, ce qu'il n'a pas fait. D'autre part, la relation institutionnelle entre l'État et les communautés autonomes avait donné lieu à une crise pendant la pandémie de Covid-19, lorsque le président du gouvernement Pedro Sánchez avait imposé le confinement aux gouvernements régionaux : il en avait résulté de fortes tensions ayant paralysé la vie politique du pays durant quelques mois. La presse évoque ce précédent pour expliquer que Madrid ne soit pas passé à nouveau en force pour intervenir même si les autorités locales ne le demandaient pas.
Par ailleurs, selon Maria Elisa Alonso Garcia, spécialiste des partis politiques espagnols à l'université de Lorraine, il faut voir dans la mauvaise gestion de la crise les conséquences de la politique climatosceptique mise en œuvre par le gouvernement de la Communauté valencienne. Carlos Mazón, chef de file du Parti populaire de droite, a signé un accord de coalition avec l'extrême droite de Vox et « l'une des premières choses que les deux partis ont signées dans l'accord, c'était d'en finir avec les mesures qui visaient justement à lutter contre le changement climatique ». Ce choix politique explique notamment la suppression en 2023 de l'« Unité valencienne de secours » (« Unidad Valenciana de Emergencias ») par les élus PP et Vox, au motif qu'il s'agissait selon eux d'une dépense inutile. L'organisme avait pour mission d'optimiser la collaboration et la coordination des services de secours et il a été le premier fermé par le gouvernement Mazón alors que sa mise en œuvre avait à peine débuté, le gouvernement socialiste ayant perdu les élections trois mois après l'avoir créé. Il aurait normalement dû doter la Généralité d'un commandement unifié des moyens de sécurité civile, fonctionnant 24 h sur 24.

#### Suspicions quant à l'emploi du temps de Carlos Mazón
Le politologue de l'université Charles-III de Madrid Guillermo Fernández Vázquez fait également remarquer que la mise en cause de Carlos Mazón pourrait prendre une tournure personnelle. Mazón affirme en effet avoir passé trois heures dans un restaurant pour un déjeuner de travail avec une journaliste, mais « il a menti plusieurs fois sur son agenda, probablement — c'est ce que tout le monde pense — parce que cette journaliste est son amante ».
Le témoignage du président de la Confédération entrepreneuriale de la Communauté valencienne, Salvador Navarro, confirme dès le 8 novembre que les premières affirmations de Carlos Mazón sont douteuses : celui-ci prétendait avoir rencontré le président du patronat à 15 heures et justifiait ainsi son retard en cellule de crise pour cette raison, alors que Navarro déclare que cette rencontre a eu lieu à 13 h 30, heure à laquelle, selon le gouvernement, Mazón était déjà au courant de la situation météorologique et de l'alerte rouge, sujet que les deux hommes n'ont pourtant aucunement abordé. La Généralité a ensuite tenté de se justifier en déclarant aux médias que l'agenda qu'elle avait diffusé n'était pas celui de Mazón mais celui de la conseillère à l'Industrie Nuria Montes, transmis par erreur. Plus tard le 8 novembre, des sources proches de Carlos Mazón admettent qu'il déjeunait avec la journaliste Maribel Vilaplana afin de lui proposer de prendre la direction de l'audiovisuel public de la communauté autonome. Le président refuse cependant de communiquer la facture de ce déjeuner qui en outre, aurait dû figurer sur son agenda public s'il avait été réellement un rendez-vous de travail, comme le prévoit la loi sur la transparence des institutions. La presse espagnole relève que le gouvernement valencien a mis dix jours à expliquer l'emploi du temps de Mazón et de son côté, l’opposition valencienne exige que la facture soit rendue publique et déclare que « Si le PP ou Mazón fait allusion à une question de confidentialité [pour refuser de publier la facture], nous irons en justice ».
Le 21 novembre, le journal en ligne ElDiario.es cite une source s'exprimant au nom de Maribel Vilaplana, qui indique que le président de la Généralité n'a jamais évoqué la situation météorologique ni ne s'est montré inquiet à ce propos au cours du déjeuner du 29 octobre. Elle précise qu'il a reçu plusieurs appels au cours de leur rendez-vous, sans en connaître la teneur.
ElDiario.es révèle le 3 décembre 2024 qu'une des explications donnée par Carlos Mazón pour justifier son retard en cellule de crise n'est pas cohérente. À la tribune du Parlement, il avait affirmé avoir quitté son bureau à 18 h 45 le 29 octobre et être arrivé au centre de coordination des urgences, situé dans la commune de L'Eliana, à 19 h 30 en raison d'une circulation difficile engendrée par le mauvais temps. Selon les données du département des Infrastructures de la Généralité et de la direction générale de la Circulation (DGT) du ministère de l'Intérieur compilées par ElDiario.es, il n'y a eu ni embouteillage significatif ni pluie le soir du 29 octobre, aussi Carlos Mazón aurait dû rejoindre la cellule de crise en 25 min et non 45.

#### Difficile remaniement du gouvernement valencien
Face à la crise politique, Carlos Mazón annonce son intention de procéder au remaniement de son gouvernement afin de créer une vice-présidence dédiée à la reconstruction et un département responsable de la gestion des situations d'urgence. Ce projet est cependant ralenti, selon El País, par l'absence de personnalités intéressées, en raison de la faiblesse de la rémunération des membres du Conseil de la Généralité valencienne et de la perte de crédibilité, voire d'avenir politique, du président de la Généralité.
L'annonce des changements s'effectue au compte-goutte. Le 17 novembre, Carlos Mazón fait savoir que la vice-présidente de la Généralité Susana Camarero assumera les fonctions de porte-parole du gouvernement en remplacement de Ruth Merino. Il indique le lendemain son intention de procéder au remplacement de la conseillère à l'Innovation, à l'Industrie, au Commerce et au Tourisme Nuria Montes, qui s'était fait remarquer par son manque d'empathie envers les proches des victimes, par la dirigeante du patronat du secteur de la céramique Marián Cano. Le 19 novembre, il révèle avoir choisi le lieutenant-général en retraite Francisco José Gan Pampols pour occuper la vice-présidence dédiée à la reconstruction des territoires dévastés. Enfin le 20 novembre, il déclare que la conseillère à la Justice et à l'Intérieur Salomé Pradas, critiquée pour la manière dont elle avait assumé ses fonctions au cours de la catastrophe et dont les attributions comprennent la Sécurité civile, va être relevée de ses fonctions et que son département va être scindé en deux : d'une part le département des Urgences et de l'Intérieur, confié à l'universitaire Juan Carlos Valderrama Zuirán, et d'autre part le département de la Justice, relevant de l'avocate Nuria Martínez Sanchis. Alors que la Généralité se trouve confrontée à l'urgence et à la nécessité que des mesures soient rapidement adoptées, ces changements ne font l'objet d'aucune publication au Diari Oficial de la Generalitat Valenciana (DOGV) et la date de prestation de serment des nouveaux conseillers n'est pas annoncée. La future porte-parole Susana Camarero affirme toutefois que toute l'équipe est au travail et qu'il n'y a pas de vacance du pouvoir.
Le remaniement est publié le 22 novembre au DOGV, sans la nouvelle structure administrative. Le journal en ligne La Razón estime que la création d'une vice-présidence et la scission du département de la Justice et de l'Intérieur « alourdit un gouvernement qui se targuait d'être austère ». L'opposition critique ces changements : le porte-parole du groupe socialiste au Parlement valencien considère que Carlos Mazón se trouve dans une « situation limite » et appelle de nouveau le président du Parti populaire Alberto Núñez Feijóo à destituer le président de la Généralité en raison de « son incompétence et sa défaillance », tandis que le porte-parole de Compromís Joan Baldoví déclare que « le seul remaniement acceptable est la démission immédiate du président ».

#### Intervention du gouvernement espagnol
Le gouvernement espagnol s'interroge publiquement le 18 novembre sur la crédibilité de l'alibi du président valencien, au sujet de son emploi du temps controversé du 30 octobre, dont le déjeuner non mentionné dans son agenda. Le ministre des Transports, Óscar Puente, déclare ainsi : « Il a donné différentes versions, jusqu'à quatre, et je ne crois pas à la dernière version qu'il a donnée ». Susana Camarero, la nouvelle porte-parole du gouvernement valencien, riposte en déclarant que les questions sur ce déjeuner sont seulement un « écran de fumée pour couvrir la gestion de la ministre Teresa Ribera ».
Le Parti populaire a en effet pris pour cible la socialiste Teresa Ribera au motif qu'elle aurait une part de responsabilité dans les défaillances au titre de ses fonctions de ministre de la Transition écologique. Le parti de Carlos Mazón fait ainsi le choix d'étendre la crise politique jusqu'au Parlement européen en demandant à ses alliés du groupe du Parti populaire européen (PPE) de s'opposer à la nomination de Teresa Ribera à la vice-présidence exécutive de la Commission pour une Transition propre, juste et compétitive,. Dolors Montserrat, députée européenne du PP, déclare le 17 novembre : « Nous verrons si les eurodéputés veulent soutenir par leur vote une vice-présidente qui a un problème de gestion et de responsabilité publique dans lequel 220 Européens ont perdu la vie dans la Communauté valencienne et en Castille-La Manche ».
Le 20 novembre, Teresa Ribera réagit à ces attaques en déclarant devant le Congrès des députés : « Au cours des cinq dernières années, une seule alerte sur 400 concernant de fortes pluies et un risque d’inondation a été émise au niveau rouge.[...] [C'est] l’avertissement le plus pertinent [...] pour pouvoir répondre à l’avance et identifier les moyens les plus adaptés à la protection de la population [...] mais il est peu utile d’avoir toutes les informations nécessaires, si la personne qui doit répondre ne sait pas comment le faire. [...] Nous ne vivons pas dans un État défaillant, nous vivons dans un État de droit et nous avons des services publics qui fonctionnent pour protéger la population et que nous devons tous respecter, valoriser et renforcer, car la connaissance, la science et la confiance dans les institutions sont nos meilleurs alliés face au risque ».
Au cours de cette séance du Congrès, la création d'une commission parlementaire d'enquête est annoncée et la première vice-présidente du gouvernement María Jesús Montero déclare que Carlos Mazón serait appelé à répondre de ses actes, y compris potentiellement devant la justice : « il ne s'agit pas de savoir qui jettera la première pierre pour qu'elle tombe sur la tête de quelqu'un d'autre. Cela va se régler avec des responsabilités politiques et, écoutez-moi, avec des responsabilités judiciaires, parce qu'ici il y a eu une négligence manifeste ».

### Manifestations populaires

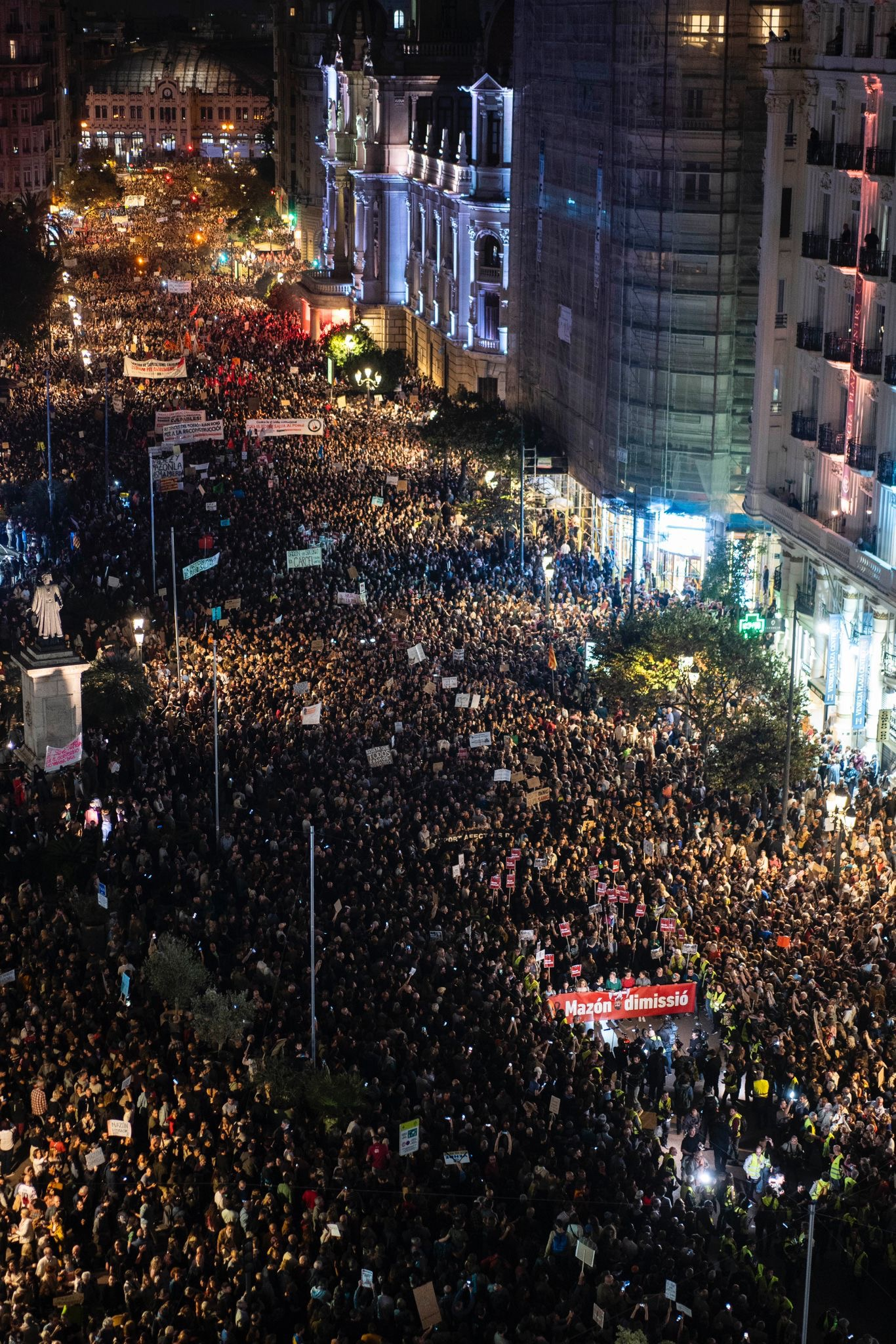
À Valence, 130000 personnes manifestent le 9 novembre 2024 contre la gestion des autorités.

Le 3 novembre, les souverains espagnols se rendent dans la zone sinistrée. Au cours de ce déplacement, le président du gouvernement Pedro Sánchez et le président de la Généralité valencienne Carlos Mazón sont pris à partie à Paiporta aux cris de « assassins », « démission », « combien de morts ? » et « dehors » tandis que de la boue est jetée sur le cortège, atteignant également le roi et la reine qui n'étaient pas visés, ce qui les contraint à suspendre leur visite. Le 19 novembre, le roi et la reine visitent Chiva où ils sont chaleureusement accueillis, tandis que le président de la Généralité, Carlos Mazón, qui les accompagnait, est accueilli par des appels à la démission.
À Valence le 9 novembre, 130 000 personnes — selon la délégation du gouvernement — manifestent entre l'hôtel de ville et le palais du gouvernement régional pour dénoncer la gestion des inondations par les responsables politiques. Si Pedro Sánchez fait l'objet de critiques, les manifestants incriminent surtout Carlos Mazón, appelé à démissionner et traité d'« assassin ». La foule scande également le slogan de la chanson révolutionnaire « le peuple uni ne sera jamais vaincu », tandis qu'un autre slogan se diffuse rapidement : « Solo el pueblo salva el pueblo » (« Seul le peuple sauve le peuple »),. Des affrontements entre des groupes de manifestants et la police ont lieu devant l'hôtel de ville et la façade du siège de l'exécutif régional est couverte de pancartes et de marques de mains en rouge. À Madrid, lors d'une manifestation devant le siège national du Parti socialiste au pouvoir le même jour, des militants du mouvement d'extrême droite Nucleo Nacional font le salut fasciste.
Le 15 novembre, environ 300 personnes se rassemblent devant le palais de Benicarló, siège du Parlement valencien, où Carlos Mazón prononce un discours relatant sa gestion des événements. La foule le traite de « menteur » et scande « le président à Picassent », ville de la province de Valence abritant la plus grande prison d'Espagne,.
À la suite de la mort d'un ouvrier qui procédait au nettoyage d'une école primaire de Massanassa en raison de l'effondrement du toit du bâtiment, la déléguée du gouvernement Pilar Bernabé et la vice-présidente du gouvernement régional Susana Camarero se rendent dans la ville, où elles sont prises à partie. Des cris de « assassins », « dehors », « vous voulez combien de morts ? », « tous dehors », « venez nous aider » ou encore « on ne veut pas de vous » sont entendus. Également attendu, le président Carlos Mazón reste à son bureau et convoque une réunion d'urgence concernant la mort de l'ouvrier. Les journalistes présents sur place ainsi que les policiers du dispositif de sécurité sont également mis en cause.

### Théorie du complot
Le 1er novembre, un compte d'extrême droite poste sur X une publication vue plusieurs centaines de milliers de fois et reprise par certains journalistes selon laquelle environ quatre-vingts barrages auraient été supprimés dans la région de Valence, suppression présentée comme « un caprice de plus des écologistes ». Plusieurs médias relèvent qu'en réalité, aucun de ces ouvrages n'est un barrage mais qu'il s'agit de seuils, construits notamment pour assurer l'alimentation de dérivations et que tous ceux présentés comme supprimés existent toujours.
Une autre carte diffusée en Espagne montre les seuils effectivement détruits et ceux en cours de démolition (soit vingt-huit ouvrages au total), ce qui entretient encore la théorie du complot selon laquelle ces travaux auraient aggravé la situation. Cependant, la Confédération hydrographique du Júcar qui les réalise précise que « d'une manière générale, la démolition d'un seuil désaffecté ne réduit pas la quantité d'eau disponible et n'entraîne pas l'assèchement de la zone, mais évite les risques pour la sécurité des personnes et représente une nette amélioration environnementale de nos rivières ».
Interrogé par la presse, Fernando Abadía, membre du comité consultatif du comité national espagnol des grands barrages, souligne que « le seuil est un ouvrage de débordement, généralement de faible hauteur, qui sert à élever le niveau de l'eau afin d'alimenter une dérivation ou une prise d'eau à des fins d'approvisionnement, mais il ne retient pas l'eau et n'a pas la capacité de le faire ».
Le professeur Arturo Elosegi de l'université du Pays basque précise lui aussi que la suppression de seuils  « n'aggrave pas les inondations, mais les réduit plutôt, car elle empêche la formation de bouchons qui forcent l'eau à sortir du cours d'eau ». Il ajoute que les seuils peuvent au contraire conduire à « augmenter le niveau d'inondation ».